# FGM-148 Javelin
«Джавелин» (от англ. Javelin /ˈdʒævlɪn/, чит. «Джэ́влин» — «метательное копьё, дротик»; общевойсковой индекс — FGM-148) — американский переносной противотанковый ракетный комплекс (ПТРК). Предназначен для поражения бронетехники методом атаки сверху, а также низколетящих малоскоростных целей (вертолётов, БПЛА, заходящих на посадку винтомоторных самолётов). Является первым серийным ПТРК третьего поколения.
Разрабатывался с 1986 года. Принят на вооружение Армии США в 1996 году. Применялся в ходе Иракской и Российско-Украинской войны, а также в ряде других вооружённых конфликтов.
Поставляется на экспорт. Стоимость одного комплекса в комплекте с шестью ракетами составляет от 600 тыс. долларов для США и союзников и до 1,4 млн долларов на экспорт (2017).

## История

«Танк-брейкер», предшественник «Джавелина»

ПТРК Javelin разрабатывался для замены противотанкового ракетного комплекса M47 Dragon, находившегося на вооружении с 1975 года.
Всего, в процессе работы, сменили друг друга несколько государственных целевых программ по разработке противотанкового вооружения пехоты, наиболее крупными из которых были Tank Breaker и AAWS-M.
Javelin разрабатывался, на базе TI Tank Breaker, созданных в рамках проекта «Tank Breaker» и вобрал в себя все наработки, полученные компанией-разработчиком в ходе работы над вышеупомянутыми проектами.
Контракты на проведение НИОКР с тремя компаниями-разработчиками на конкурсной основе (с выбором одного из трёх опытных прототипов) были заключены летом 1986 года.
Главными тактико-техническими требованиями к разрабатываемым ПТРК конкурирующих образцов были:
- живучесть стрелка на поле боя — приоритет номер один,
- уровень эффективности поражающего действия кумулятивного заряда, достаточный для вывода из строя новейших советских/российских танков,
- эффективная дальность стрельбы не менее двух километров в дневное или ночное время суток,
- «мягкий» пуск (шум и пламя в пределах допустимой нормы), позволяющий вести огонь из помещений,
- возможность применения командно-пускового блока для решения рекогносцировочных и разведывательных задач.

Организационно военнослужащих, вооружённых новыми ПТРК и прошедших краткий курс подготовки его эксплуатации, предполагалось включать в состав стандартного мотопехотного, кавалерийского, парашютно-десантного, танкового или другого взвода сухопутных войск.
Испытания комплекса начались в 1988 году, в феврале 1989 года он был объявлен победителем проводившегося конкурса на замещение ПТРК Dragon.
Для окончания опытно-конструкторских работ и серийного производства ракет был образован консорциум «Javelin Joint Venture» со штаб-квартирой в Луисвилле, Кентукки, учредителями которого стали компании Texas Instruments (впоследствии, Raytheon Missile Systems) и Martin Marietta Electronics and Missiles (впоследствии, Lockheed Martin Electronics and Missiles, а затем Lockheed Missiles and Fire Control).
После победы компании-разработчику было предоставлено 36 месяцев на доводку комплекса.
Словесное название «Javelin» комплекс получил в октябре 1991 года, до этого он носил название «TI AAWS-M» («Ти-Ай-О́сом»).
Для формирования представления о его боевых возможностях, которые повлияли на выбор жюри конкурса, ниже приводится сравнительная характеристика образца Texas Instruments и противостоявших ему прототипов конкурирующих компаний после подведения итогов совместных испытаний указанных образцов вооружения.
| Общие сведения и сравнительная характеристика американских средних противотанковых ракетных комплексов различных изготовителей | Общие сведения и сравнительная характеристика американских средних противотанковых ракетных комплексов различных изготовителей | Общие сведения и сравнительная характеристика американских средних противотанковых ракетных комплексов различных изготовителей | Общие сведения и сравнительная характеристика американских средних противотанковых ракетных комплексов различных изготовителей | Общие сведения и сравнительная характеристика американских средних противотанковых ракетных комплексов различных изготовителей | Общие сведения и сравнительная характеристика американских средних противотанковых ракетных комплексов различных изготовителей | Общие сведения и сравнительная характеристика американских средних противотанковых ракетных комплексов различных изготовителей | Общие сведения и сравнительная характеристика американских средних противотанковых ракетных комплексов различных изготовителей |
| Прототип | Прототип | «Topkick» | «Dragon II» | «FOG-M» | «FOG-M» | «Javelin» | «Striker» |
| --- | --- | --- | --- | --- | --- | --- | --- |
| Изображение | | | | | | | |
| Задействованные структуры | | | | | | | |
| Генеральный подрядчик | Генеральный подрядчик | «Ford Aerospace» | «McDonnell Douglas» | «Hughes Aircraft» | «Hughes Aircraft» | «Texas Instruments» | «Raytheon» |
| Субподрядчики | Субподрядчики | «General Dynamics» | «Kollsman Instruments» | «Honeywell» | «Honeywell» | «Martin Marietta» | |
| Субподрядчики | Субподрядчики | «Loral Systems» | | «Boeing» | «Boeing» | | |
| Система наведения | | | | | | | |
| Режим управления полётом ракеты | Режим управления полётом ракеты                                                                                                | полуавтоматический | полуавтоматический | ручной | автоматический | автоматический | автоматический |
| Устройство наведения ракеты на цель | Устройство наведения ракеты на цель                                                                                            | станция лазерной подсветки | станция передачи команд по проводам                                                                                            | станция передачи команд по проводам                                                                                            | инфракрасная головка самонаведения с фокальноплоскостным матричным приёмником излучения                                        | инфракрасная головка самонаведения с фокальноплоскостным матричным приёмником излучения                                        | инфракрасная головка самонаведения с фокальноплоскостным матричным приёмником излучения                                        |
| Устройство наведения ракеты на цель | Устройство наведения ракеты на цель                                                                                            | с оптическим дневным или ночным прицелом                                                                                       | с оптическим дневным или ночным прицелом                                                                                       | с ТВ-дисплеем | с высокой | с низкой | с низкой |
| Устройство наведения ракеты на цель | Устройство наведения ракеты на цель                                                                                            | с оптическим дневным или ночным прицелом                                                                                       | с оптическим дневным или ночным прицелом                                                                                       | с ТВ-дисплеем | разрешающей способностью | | |
| Метод наведения ракеты | Метод наведения ракеты | трёхточечный | трёхточечный | трёхточечный | двухточечный | двухточечный | двухточечный |
| Метод наведения ракеты | Метод наведения ракеты | метод совмещения | метод совмещения | метод совмещения | метод погони | метод погони | метод пропорционального сближения                                                                                              |
| Метод наведения ракеты | Метод наведения ракеты | автоматического | автоматического | ручного с | метод погони | метод погони | метод пропорционального сближения                                                                                              |
| Метод наведения ракеты | Метод наведения ракеты | с постоянным | с нулевым | произвольным | с переменным | с переменным | с переменным |
| Метод наведения ракеты | Метод наведения ракеты | коэффициентом упреждения | | | | | |
| Время боевой работы | прицеливания | абсолютный минимум | минимум | норма | норма | превышение допустимых параметров                                                                                               | превышение допустимых параметров                                                                                               |
| Время боевой работы | полёта | минимум | превышение допустимых параметров                                                                                               | превышение допустимых параметров                                                                                               | превышение допустимых параметров                                                                                               | превышение допустимых параметров                                                                                               | превышение допустимых параметров                                                                                               |
| Помехозащищённость | Помехозащищённость | абсолютная | абсолютная | абсолютная | относительная | относительная | относительная |
| Помехоустойчивость | Помехоустойчивость | высокая | высокая | абсолютная | низкая | низкая | низкая |
| Угрожающие факторы помеховой обстановки | искусственные | оптические помехи | оптические помехи | не влияют | тепловые ловушки | тепловые ловушки | тепловые ловушки |
| Угрожающие факторы помеховой обстановки | естественные | не влияют | не влияют | не влияют | пыль, дым, огонь, туман, погодно-климатические факторы                                                                         | пыль, дым, огонь, туман, погодно-климатические факторы                                                                         | пыль, дым, огонь, туман, погодно-климатические факторы                                                                         |
| Ракета | | | | | | | |
| Боевая часть ракеты | тип | кумулятивная боевая часть с металлической облицовкой воронки (эффект Монро)                                                    | кумулятивная боевая часть с металлической облицовкой воронки (эффект Монро)                                                    | кумулятивная боевая часть с металлической облицовкой воронки (эффект Монро)                                                    | кумулятивная боевая часть с металлической облицовкой воронки (эффект Монро)                                                    | кумулятивная боевая часть с металлической облицовкой воронки (эффект Монро)                                                    | кумулятивная боевая часть с металлической облицовкой воронки (эффект Монро)                                                    |
| Боевая часть ракеты | тип | тандемная | цельная | тандемная | тандемная | тандемная | цельная |
| Боевая часть ракеты | детонация | строго над целью вниз | строго вперёд | строго вперёд | строго вперёд | строго вперёд | строго вперёд |
| Боевая часть ракеты | разрушение | минимум | абсолютный минимум | норма | норма | абсолютный максимум | максимум |
| Траектория полёта ракеты | Траектория полёта ракеты | неизменная запрограммированная                                                                                                 | неизменная запрограммированная                                                                                                 | изменяемая стрелком | изменяемая стрелком | изменяемая стрелком | изменяемая стрелком |
| Траектория полёта ракеты | Траектория полёта ракеты | над линией визирования | по линии визирования | произвольно | произвольно | до пуска из двух вложенных вариантов                                                                                           | до пуска из двух вложенных вариантов                                                                                           |
| Корректировка полёта ракеты стрелком | Корректировка полёта ракеты стрелком                                                                                           | возможна | возможна | возможна | невозможна | невозможна | невозможна |
| Боевые возможности | | | | | | | |
| Эффективная дальность стрельбы | Эффективная дальность стрельбы                                                                                                 | норма | абсолютный минимум | абсолютный максимум | абсолютный максимум | минимум | минимум |
| Вероятность попадания | Вероятность попадания | норма | минимум | абсолютный минимум | абсолютный минимум | максимум | абсолютный максимум |
| Ответный огонь обстреливаемой цели | Ответный огонь обстреливаемой цели                                                                                             | может отрицательно повлиять на вероятность попадания                                                                           | может отрицательно повлиять на вероятность попадания                                                                           | может отрицательно повлиять на вероятность попадания                                                                           | не влияет на вероятность попадания                                                                                             | не влияет на вероятность попадания                                                                                             | не влияет на вероятность попадания                                                                                             |
| Стрельба с закрытых огневых позиций | Стрельба с закрытых огневых позиций                                                                                            | невозможна | невозможна | предпочтительна | предпочтительна | невозможна | невозможна |
| Стрельба по загоризонтным целям | Стрельба по загоризонтным целям                                                                                                | невозможна | невозможна | предпочтительна | предпочтительна | невозможна | невозможна |
| Стрельба по целям за преградами | Стрельба по целям за преградами                                                                                                | неэффективна | неэффективна | эффективна | эффективна | допустима | допустима |
| Стрельба сквозь плотную дымовую завесу | Стрельба сквозь плотную дымовую завесу                                                                                         | проблематична | нецелесообразна | эффективна по любой цели | эффективна по любой цели | эффективна только по авто- и бронетехнике                                                                                      | эффективна только по авто- и бронетехнике                                                                                      |
| Стрельба в условиях густого тумана | Стрельба в условиях густого тумана                                                                                             | проблематична | бесполезна | эффективна | эффективна | проблематична | проблематична |
| Смена огневой позиции после пуска | Смена огневой позиции после пуска                                                                                              | недопустима | недопустима | допустима | допустима | предпочтительна | предпочтительна |
| Повторный обстрел цели после пуска | Повторный обстрел цели после пуска                                                                                             | невозможен до попадания или промаха                                                                                            | невозможен до попадания или промаха                                                                                            | невозможен до попадания или промаха                                                                                            | возможен сразу же после пуска                                                                                                  | возможен сразу же после пуска                                                                                                  | возможен сразу же после пуска                                                                                                  |
| Демаскирующие факторы стрельбы | Демаскирующие факторы стрельбы                                                                                                 | максимум | абсолютный максимум | норма | норма | минимум | абсолютный минимум |
| Относительный вес | Относительный вес | близкий к минимуму | превышение | норма | норма | превышение | абсолютный минимум |
| Эксплуатационные вопросы | | | | | | | |
| Простота | эксплуатационная | требует специальной подготовки                                                                                                 | требует специальной подготовки                                                                                                 | требует особых навыков | требует особых навыков | примитивен, выстрелил и выбросил                                                                                               | примитивен, выстрелил и выбросил                                                                                               |
| Простота | технологическая | максимум | абсолютный максимум | норма | норма | абсолютный минимум | минимум |
| Цена серийного боеприпаса, тыс. $ | относительная | минимум | абсолютный минимум | норма | норма | абсолютный максимум | максимум |
| Цена серийного боеприпаса, тыс. $ | фиксированная | 90 | 15 | 110 | 110 | 150 | н/д |
| Цена серийного боеприпаса, тыс. $ | в ценах на момент войсковых испытаний                                                                                          | | | | | | |
| Оценочная стоимость программы работ, млн $ | | | | | | | |
| минимум | 108 | 12 | 110 | 110 | 120 | 120 | |
| норма | 180 | 30 | 220 | 220 | 300 | 300 | |
| максимум | 230 | 38 | 290 | 290 | 390 | 390 | |
| Источники информации - Jane’s Weapon Systems 1986—87. / Edited by Ronald T. Pretty. — 17th ed. — London: Jane’s Publishing Company, 1986. — P. 68—69. — 1127 p. — (Jane’s Yearbooks) — ISBN 0-7106-0832-2. - Jane’s Weapon Systems 1987—88. / Edited by Bernard Blake. — 18th ed. — London: Jane’s Publishing Company, 1987. — P. 148—150. — 1100 p. — (Jane’s Yearbooks) — ISBN 0-7106-0845-4. - Angelis D., Ford D. N., Dillard J. T. Valuation of Real Options as Competitive Prototyping in System Development. // Defense Acquisition Research Journal. — Fort Belvoir, VA: Defense Acquisition University, July 2014. — Vol. 21. — № 3. — P. 676—682. | | | | | | | |

Повторные полигонные испытания нового ПТРК были начаты в июле 1993 года. Уже с 1994 года было начато изготовление установочной партии Javelin, в ходе эксплуатации которой вскрылись проблемы, типичные для высокотехнологичных образцов вооружения и военной техники: Texas Instruments выложилась «на полную катушку» на этапе конкурсного отбора и её ресурсы были на грани истощения, что вскоре отразилось на качестве серийной продукции, — после принятия комплекса на вооружение стало очевидным, что серийные образцы как ракет, так и командно-пусковых блоков серьёзно уступают в качестве и в своих боевых возможностях образцам, предъявленным на испытания в 1987—1989 гг. В ходе последовавшего правительственного разбирательства выяснилось, что материально-техническая база компании ограничена и не может обеспечить требуемого качества при серийных объёмах производства, в таком виде комплекс не соответствует предъявленным государственным требованиям. В Texas Instruments были готовы обеспечить требуемые показатели производства с серьёзным ущербом для качества, который заинтересованные лица среди армейского генералитета должны были «не заметить», но конкуренты, имевшие виды на её бизнес, приложили все усилия к тому, чтобы этого не допустить. Указанные факторы привели к поглощению ракетного бизнеса Texas Instruments компанией Raytheon, которая могла себе позволить капиталовложения необходимого масштаба и выкупила всё относящееся к производству ПТРК Javelin, включая весь штат инженерно-технических работников, весь рабочий персонал и сборочную линию, внеся целый ряд коррективов (например, массивный КПБ, которого не было у Javelin на момент принятия на вооружение и который вобрал в себя многие черты от свёрнутого в середине 1980-х гг. собственного проекта Raytheon).

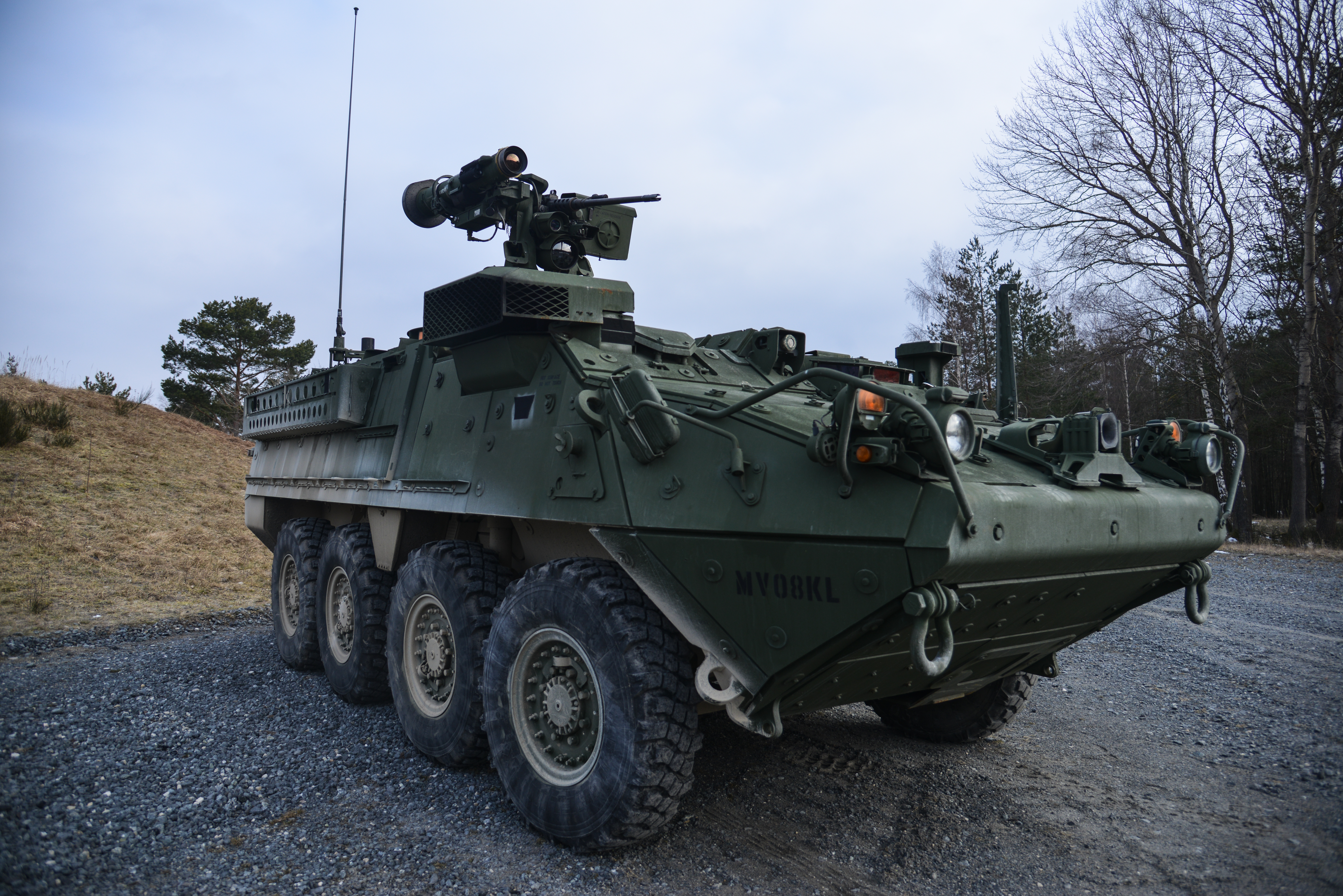
Javelin в боевом модуле бронетранспортёра M1126 ICV

Первоначально, в отборочном туре программы AAWS-M, когда образец Texas Instruments ещё проходил испытания наравне с другими опытными прототипами, планировалось в течение 6 лет закупить для нужд Сухопутных войск и Корпуса морской пехоты США до 7 тыс. ПТРК и 90 тыс. ракет к ним. Также предполагалось, что поставки на экспорт для армий стран-союзников могут достигнуть 40 — 70 тыс. ракет. Впоследствии, к моменту завершения конкурса и объявления победителя, заказ был снижен до 74 тыс. ракет, а ко времени завершения доводочных работ и принятия комплекса на вооружение объёмы поставки были скорректированы в ещё меньшую сторону и на более длительный срок — 33 тыс. ракет в течение 11 лет (то есть всего около трети от исходного национального заказа и практически тотальное обнуление зарубежного заказа). Одним из главных факторов столь кардинального пересмотра программы госзакупок в части противотанкового вооружения стал неожиданный для армейского командования и бонз военно-промышленного комплекса США распад СССР (в этих кругах проиграли от указанного обстоятельства, поскольку заказы были урезаны практически по всем статьям военных расходов, попутно было положено под сукно множество перспективных проектов, которые в одночасье стали ненужными — противник номер один перестал существовать). Комплексы Javelin разрабатывались специально под обеспечение ими группировки сухопутных войск США в Европе, которая в силу названных обстоятельств перестала нуждаться в средствах такого рода.
Общая стоимость программы разработки и производства ПТРК «Javelin» составила 5 млрд долларов. Стоимость ракеты в пусковом контейнере при закупке для армии и морской пехоты США составляет около 73 тыс. долларов в ценах 1992 года, 78 тыс. долларов в ценах 2002 года и приближается к 100 тыс. долларов в ценах 2013 года, а стоимость командно-пускового блока составляет 126 тыс. долларов в ценах 2002 года, что делает Джавелин самым дорогим ПТРК за всю историю создания и использования подобных комплексов.

## Конструкция и особенности

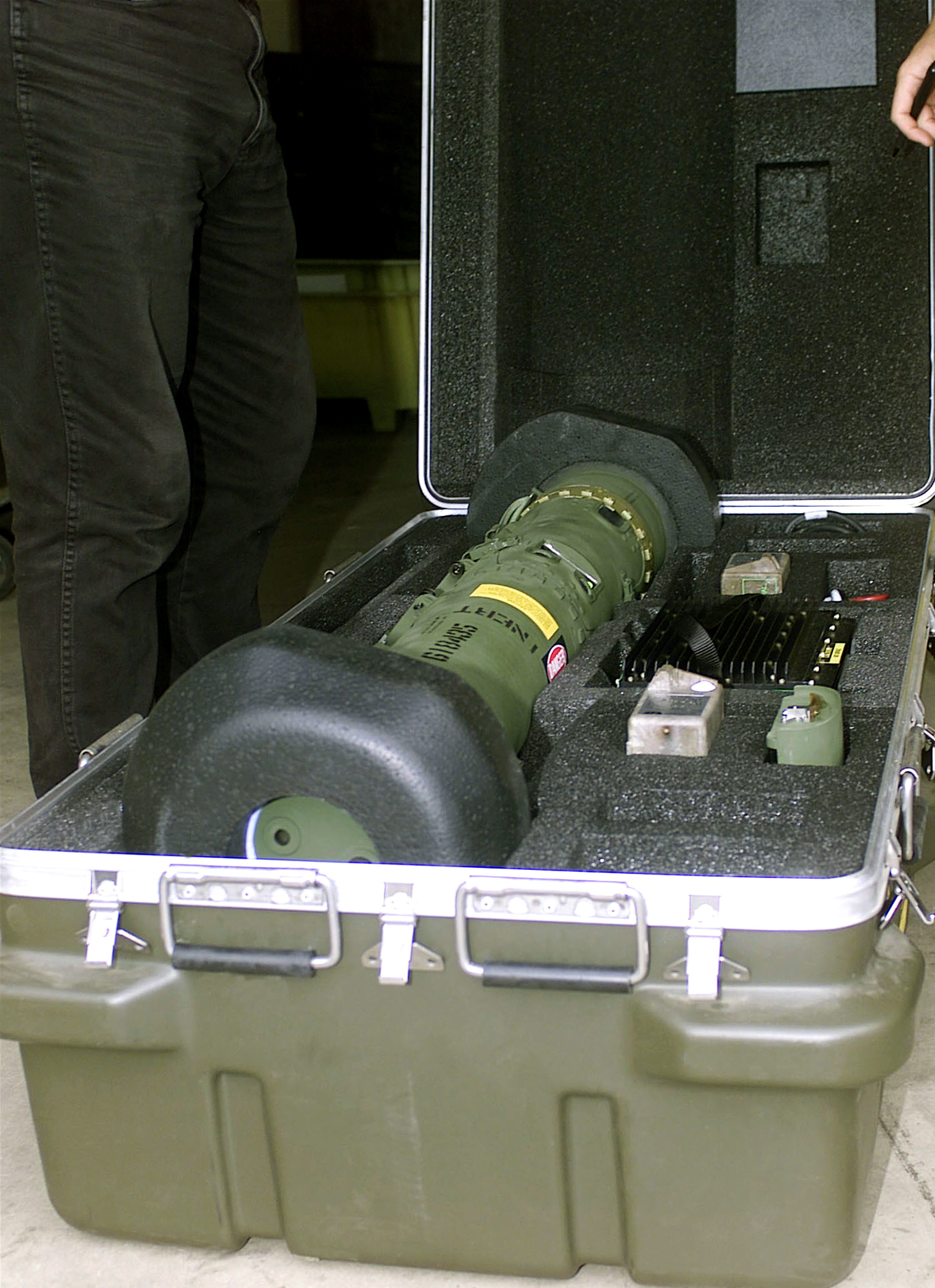
Пусковая труба с ракетой в транспортном контейнере

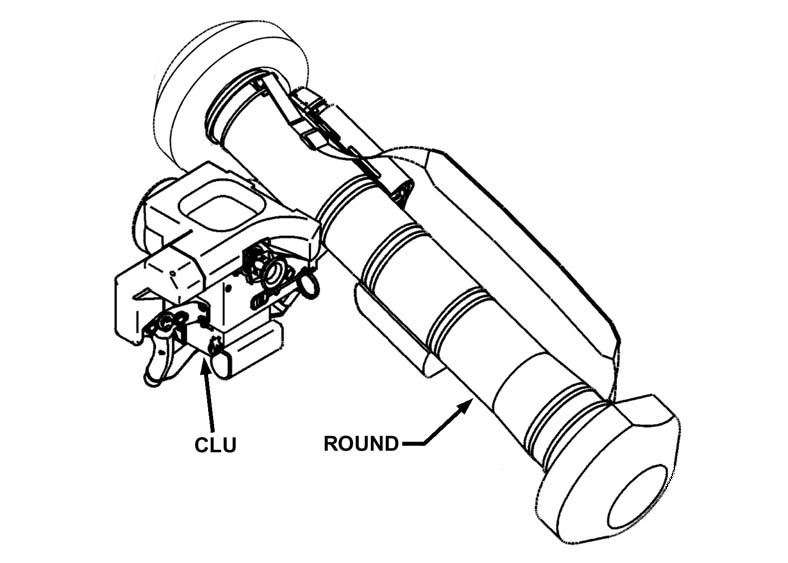
Модуль CLU (Command Launch Unit), пристыкованный к пусковой трубе

Ракета выполнена по классической аэродинамической схеме с раскрывающимися крыльями. Ракета комплекса Javelin оснащена инфракрасной головкой самонаведения (ИК ГСН), что позволяет реализовать принцип самонаведения «выстрелил-забыл». Двухрежимный взрыватель с контактным и неконтактным датчиками цели позволяет осуществлять направленную детонацию заряда ВВ при лобовом столкновении с целью или на небольшой высоте над ней (что существенно усиливает разрушительный эффект при стрельбе по бронетехнике), что в сочетании с мощной тандемной кумулятивной БЧ позволяет поражать многие современные танки. Система «мягкого пуска» — воспламенение маршевого двигателя происходит после отлёта ракеты на безопасное для стрелка расстояние — позволяет вести стрельбу комплексом из закрытых помещений.
Комплекс состоит из двух частей — командно-пусковой блок (КПБ, CLU) и расходуемый выстрел.

### Устройство командно-пускового блока
КПБ используется для поиска и идентификации целей. Поиск осуществляется с помощью дневного или ночного канала, после чего стрелок переключается на вид из ГСН ракеты для захвата.
- Вне зависимости от времени суток ночной канал является основным. В этом режиме производится отображение в визире картинки с помощью тепловизора КПБ. Охлаждаемая матрица тепловизора с оптико-механическим сканированием содержит 240×2 элементов на основе полупроводникового соединения КРТ (кадмий-ртуть-теллур), что обеспечивает изображение ИК-излучения длинноволнового диапазона с разрешением 240×480. Для охлаждения матрицы применяются интегрированный с матрицей малогабаритный охладитель на эффекте Джоуля — Томсона (IDCA Dewar cooler[11])[12].
- Дневной канал представляет собой телескопическую систему и позволяет производить обзор при отсутствии питания, на него не влияют присущие ночному каналу помехи.

Для питания КПБ используются универсальные аккумуляторные батареи.
До пуска стрелок в режиме обзора через ГСН с помощью регулируемой по высоте и ширине рамки выделяет цель.
C 2013 года поставляется новая версия CLU, где оптический дневной канал заменён на 5-мегапиксельную камеру, на CLU установлен GPS-приёмник и лазерный дальномер для улучшения расчёта баллистических характеристик, также передачи координат цели по встроенной радиостанции.
В командно-пусковое устройство Javelin встроен специальный фильтр для защиты оператора от обнаружения. Если стрелку известно, что его могут обнаружить с помощью обнаружения оптоэлектронных приборов наблюдения противника, то он должен нажать кнопку FLTR и в оптический канал выдвигается «NVS filter», предотвращает обнаружение и раскрытие позиции стрелка по обратному отражению.

### Ракета
Выстрел включает в себя ракету в герметичной пусковой трубе, к которой через аналоговый разъём подключается сменный источник питания (BCU), включающий в себя батарею и хладоэлемент на сжиженном газе, который охлаждает головку самонаведения до рабочей температуры перед пуском и препятствует её перегреву. Наведение на цель осуществляется с помощью матричной ИК ГСН; сигналы с её элементов обрабатываются соединённой с ними интегральной схемой и полученное изображение используется системой наведения.
Положение цели в кадре используется системой наведения для формирования управляющих сигналов на рули ракеты. Гироскопическая система стабилизирует положение ГСН и исключает возможность выхода цели за пределы сектора обзора ГСН.
Принцип кумулятивного заряда ПТУР и его поражающие факторы

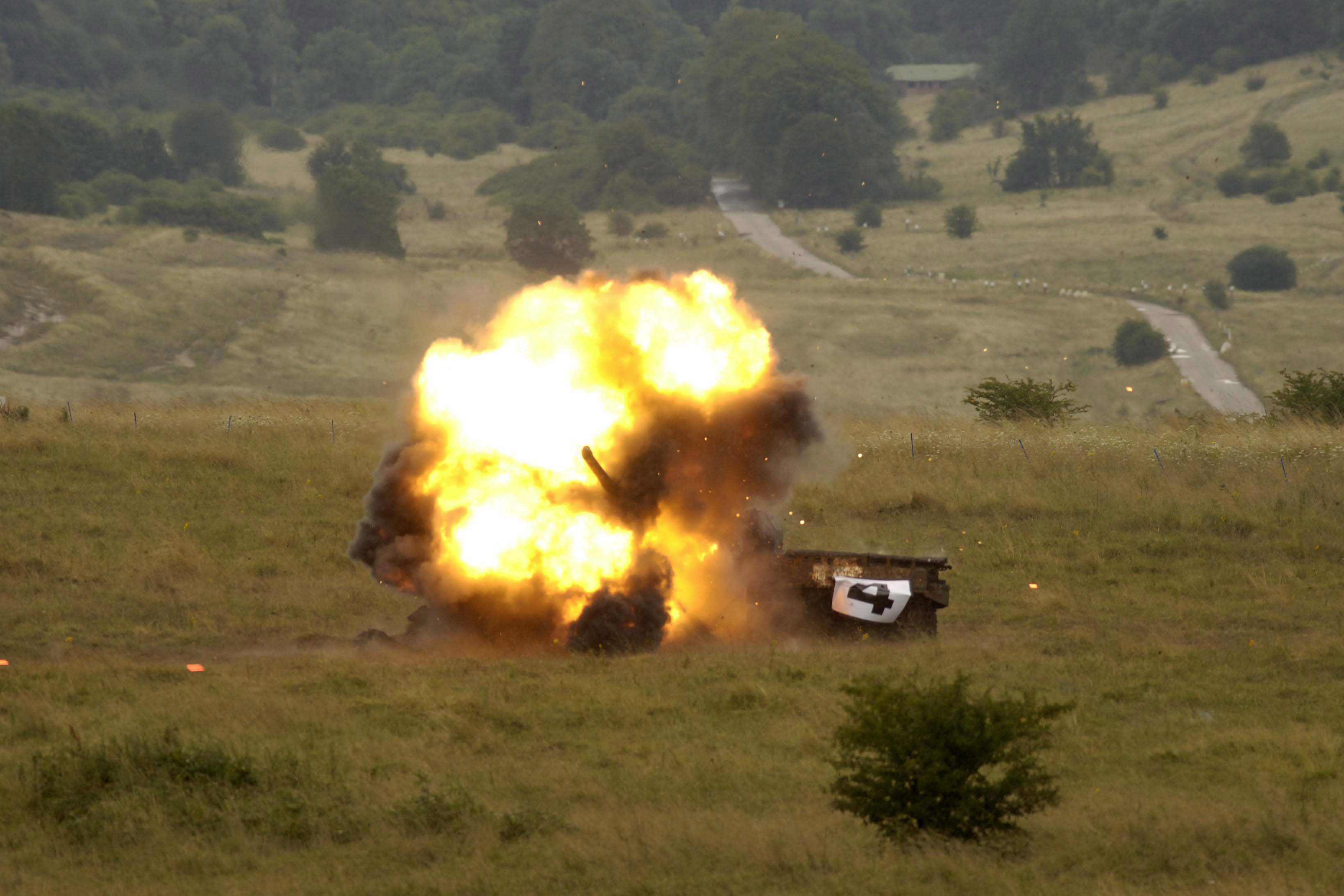
Момент детонации кумулятивной боевой части

Боевая часть ракеты тандемная кумулятивная с электронной задержкой детонации основного заряда. Для защиты основного заряда от осколков и ударной волны после столкновения и детонации предзаряда перед ним расположен взрывопоглощающий экран из композитных материалов с отверстием для прохождения кумулятивной струи.
ПТУР Javelin имеет сравнительно небольшой калибр 127 мм относительно калибра 152 мм у тяжёлых ПТРК типа «Корнет» и TOW. В Javelin используется облицовка из молибдена, который на 30 % плотнее железа, только в предзаряде, чтобы с учётом его небольшого калибра улучшить пробивание бронекрышек динамических защит. Основной заряд облицован медью, которая только на 10 % плотнее железа.

#### Инфракрасная головка самонаведения
В ГСН используется матрица производства компании Raytheon Матрица создана на основе HgCdTe. Министерство Обороны США перед продажей ПТРК на экспорт согласно Статье 47(6) Закон о контроле за экспортом вооружений произвело раскрытие ключевых ТТХ ПТРК и заявило об чувствительности 8-12 мкм для охлаждаемой ГСН. Сам производитель матрицы утверждает, что диапазон соответствует стандарту LWIR, что традиционно означает длину волны до 14 мкм. Расхождение связано с тем, что защитный колпак ПТУР и инфракрасные линзы из сульфида цинка являются бюджетной инфракрасной оптикой относительно линз из германия и после 12 мкм сульфид цинка начинает резкое поглощение ИК-излучения и после 14 мкм перестаёт его полностью пропускать.
Производитель также сообщает следующие ТТХ для матрицы с интегрированным охладителем:
- Матрица работоспособна при температуре 77K — 87K

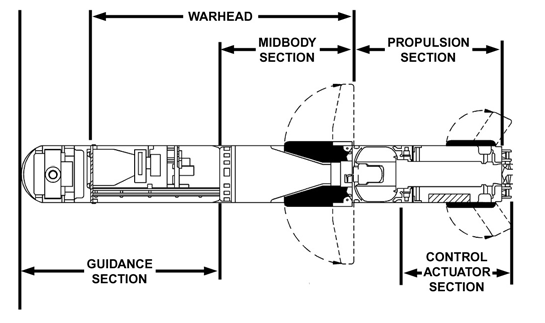
Принципиальная схема ракеты комплекса Javelin.

- Принципиальная схема ракеты комплекса Javelin.Время охлаждения ГСН до работоспособного состояния — 9 секунд
- ГСН может быть повторно охлаждена не более 80 раз или выйдет из строя
- Интегрированный охладитель имеет слабую утечку газа, что гарантируется, что ГСН не выйдет из строя в течение 10 лет с момента производства
- Частота съёмки кадров — 180 кадров в секунду
- Нелинейность измерения температуры цели — 1 %
- Нестабильность замера температуры цели — 2 % от температуры цели в Кельвинах
- Шум от соседнего пикселя (cross talk) вносит дополнительную погрешность 0,4 %
- Нормальное количество «битых пикселей» от 20 до 145 штук для матрицы 64x64 пикселов
- Нормальное количество бракованных ГСН с отказом во время стрельбы — 1 % (при условии правильного технического обслуживания ГСН)

Несмотря на довольно высокую погрешность измерений матрицы ГСН, за счёт программной обработки, путём наложения множества изображений друг на друга — удаётся сделать ГСН чувствительной к разнице температур до 1 °F (см. подробнее раздел «ΔT TO VISIBLE IMAGE» в документации к ПТРК)

### Методика применения
Наведение на цель осуществляется с помощью матричной ИК ГСН. Процесс охлаждения инфракрасной головки самонаведения (ГСН) основан на эффекте Джоуля-Томсона и реализуется за счёт встроенного в матрицу малогабаритного охладителя класса IDCA Dewar cooler. Пока ракета находится в контейнере, её ГСН охлаждается с помощью сжатого аргона из ёмкости внешнего источника питания; после пуска используется баллон внутри ракеты. Выброс ракеты из пусковой трубы осуществляется тягой вышибного заряда, который работает до выхода ракеты из трубы, чтобы избежать ранения стрелка разлётом газообразных продуктов сгорания ракетного топлива. Пролетев некоторое расстояние, ракета раскрывает рули и крылья и запускает маршевый двигатель.
Операции, выполняемые стрелком для пуска ракеты:
- установить источник питания на командно-пусковой блок (КПБ);
- присоединить КПБ к пусковой трубе с ракетой;
- снять переднюю заглушку с пусковой трубы и крышку с линзы объектива КПБ;
- включить питание комплекса и выждав 5 секунд, дождаться выхода ГСН на режим (охлаждения до рабочей температуры);
- настроить вручную, на глаз экспозицию ГСН для максимального контраста цели, так как динамический диапазон ИК ГСН весьма ограничен;
- «захватить цель» при помощи регулируемого маркера (рамок) захвата цели на экране КПБ;
- выбрать способ захода ракеты на цель (по прямой или сверху);
- нажать на спуск.

Как правило, комплекс обслуживается расчётом из двух человек: стрелка-оператора и помощника — подносчика боеприпасов, однако, при необходимости, весь цикл боевой работы осуществляется стрелком в одиночку. Стрелок осуществляет наведение, прицеливание и пуск ракеты, помощник ведёт общее наблюдение за противником и ожидаемыми целями. Благодаря реализованному принципу «выстрелил-забыл», становится возможной быстрая смена позиции расчётом сразу после пуска, либо подготовка к повторному обстрелу или выстрелу по следующей цели ещё в момент нахождения первой ракеты на траектории.

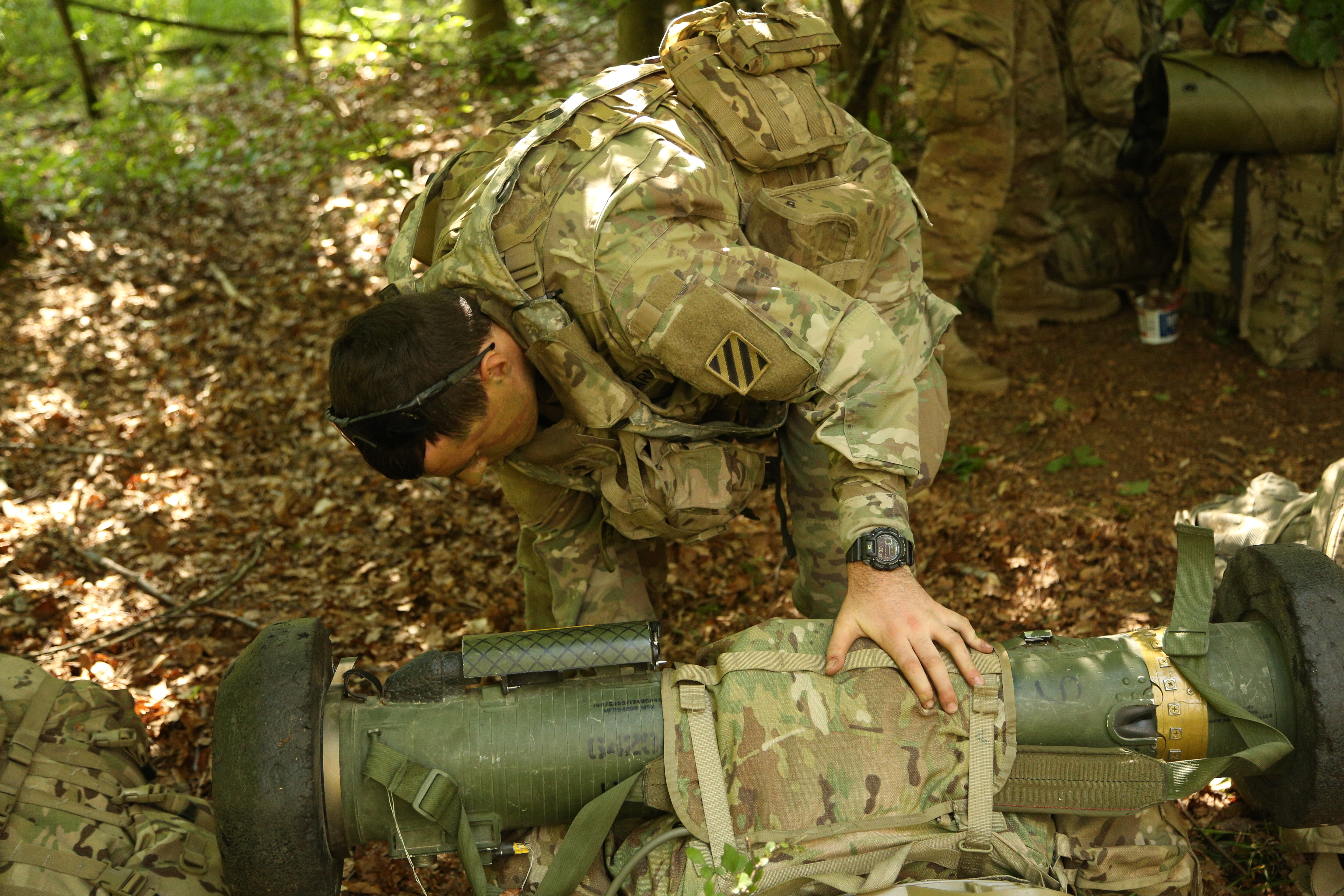
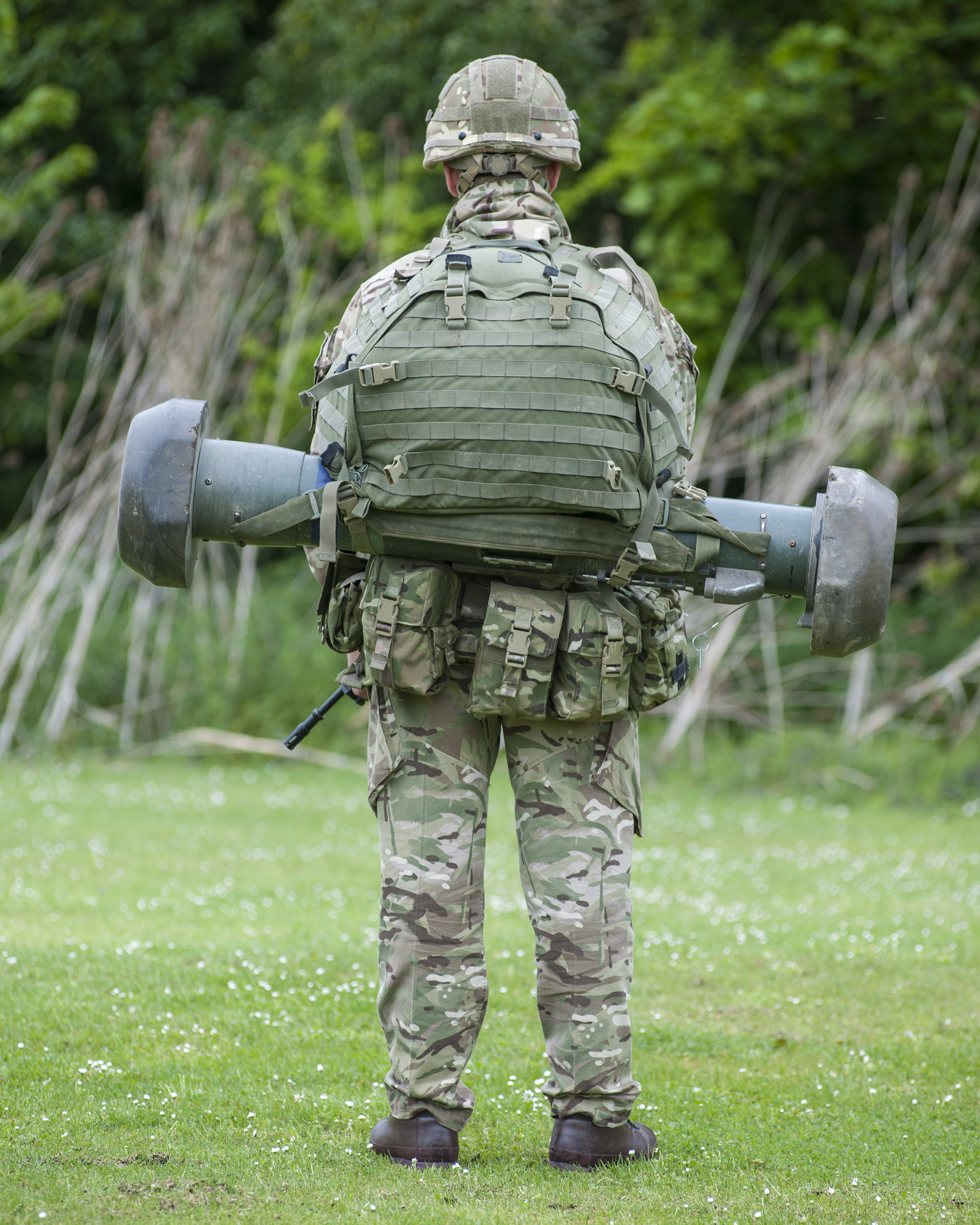
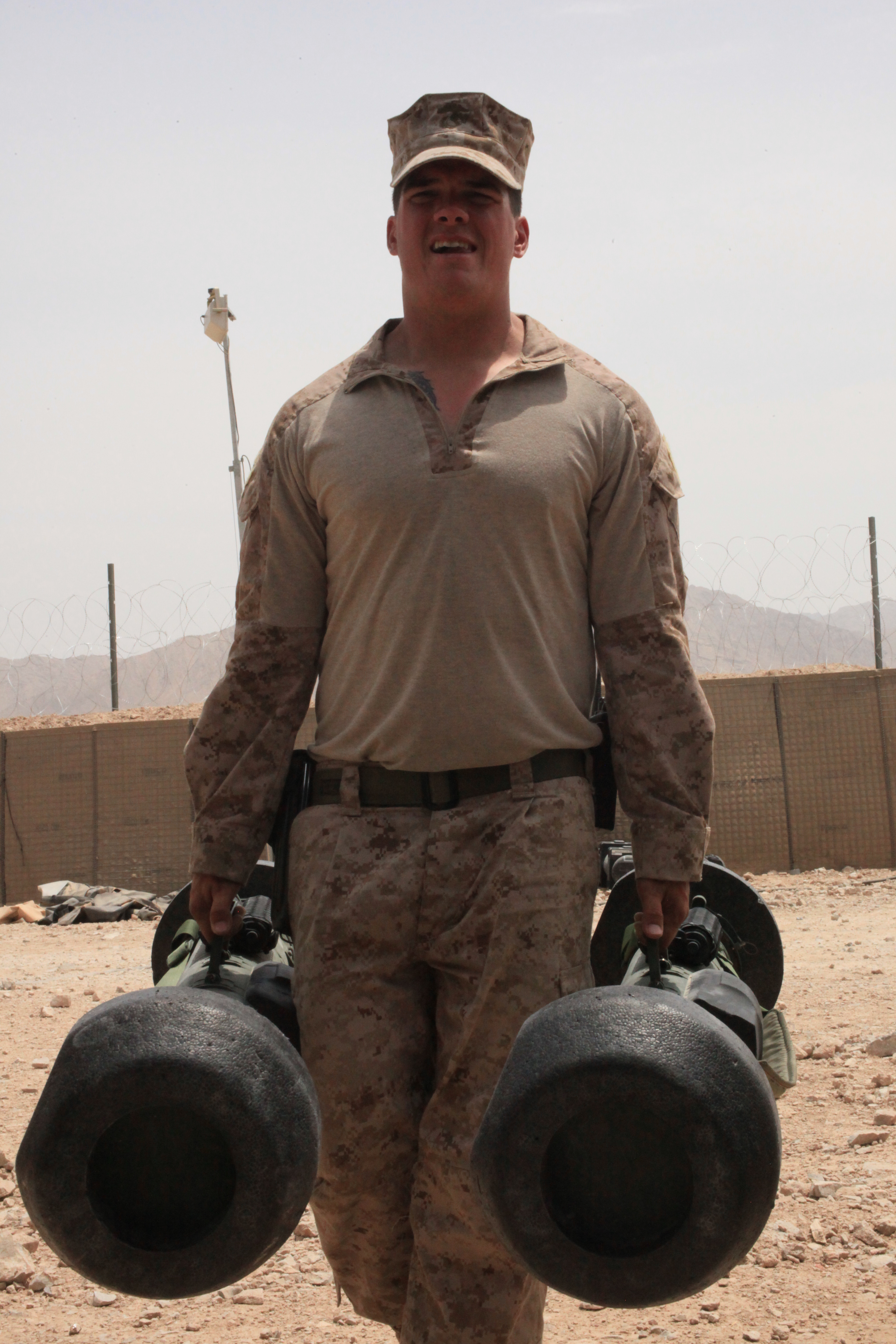
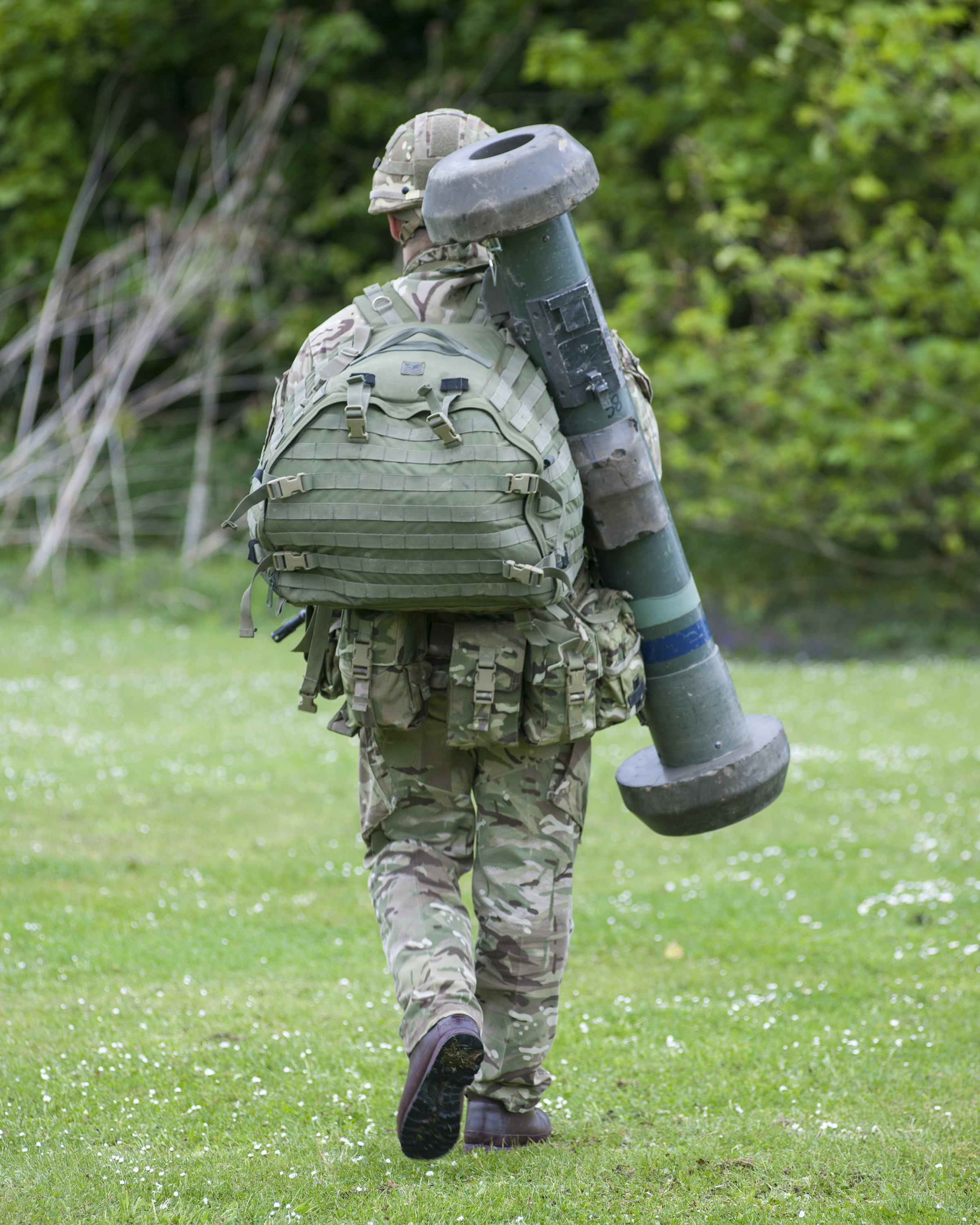
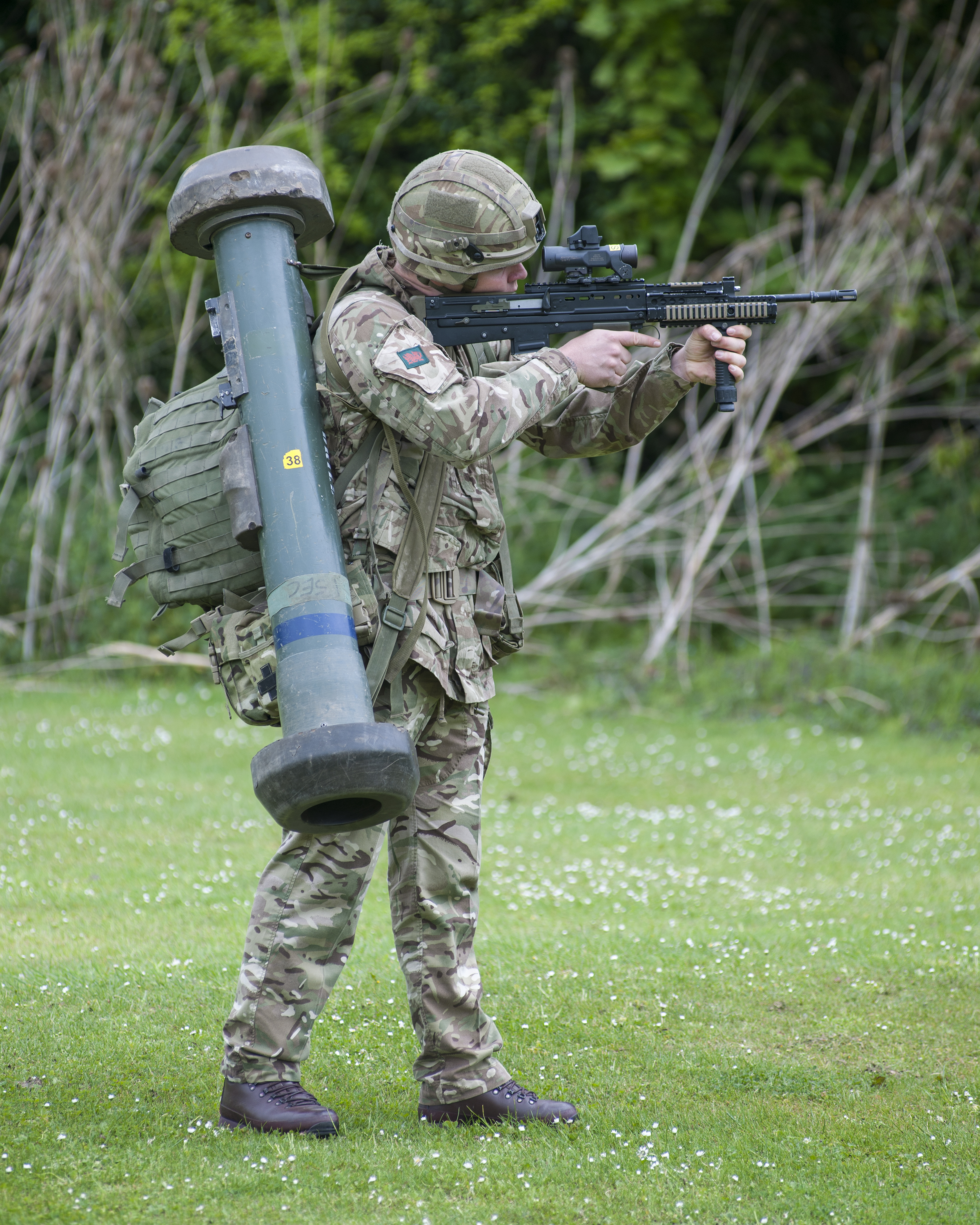
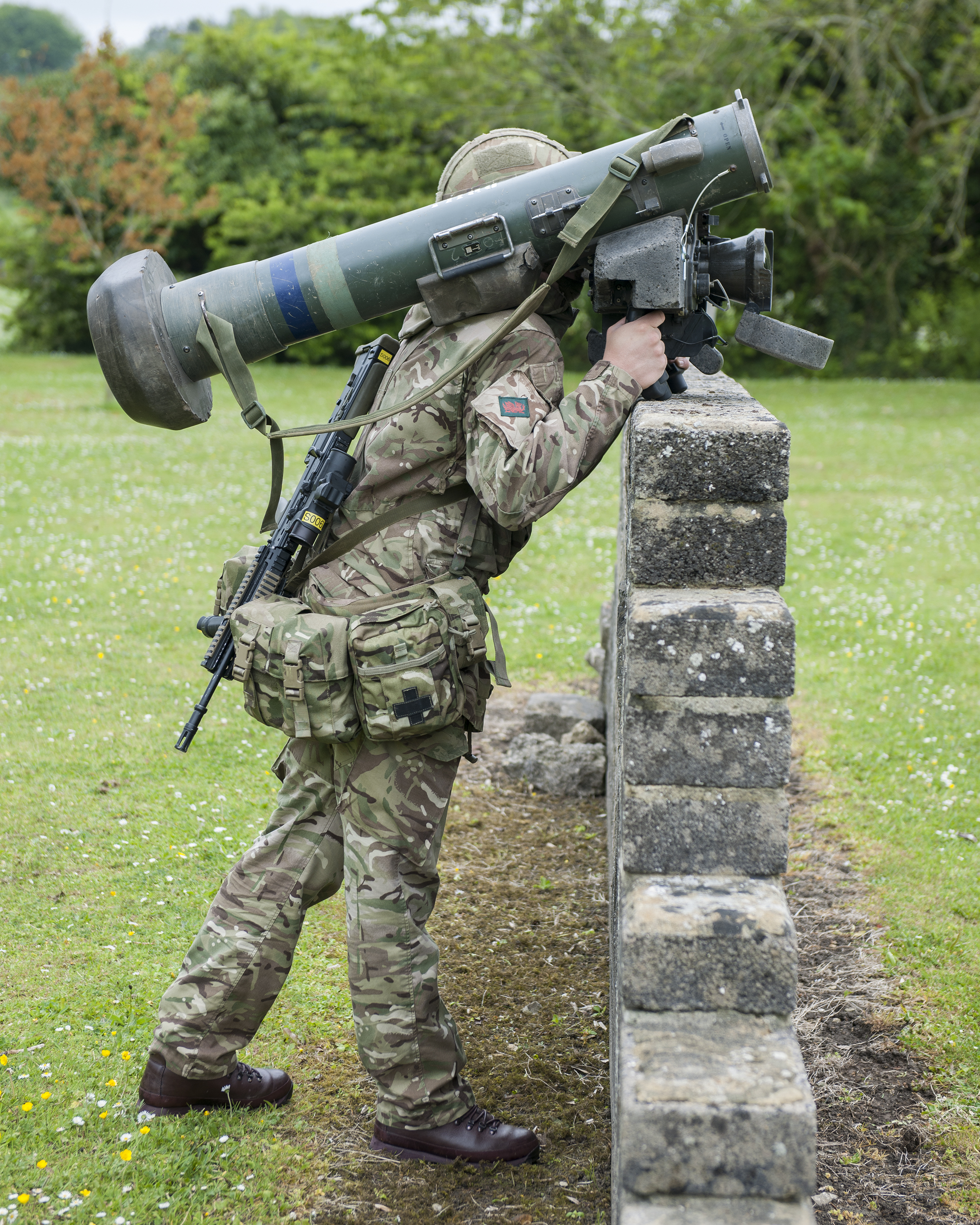
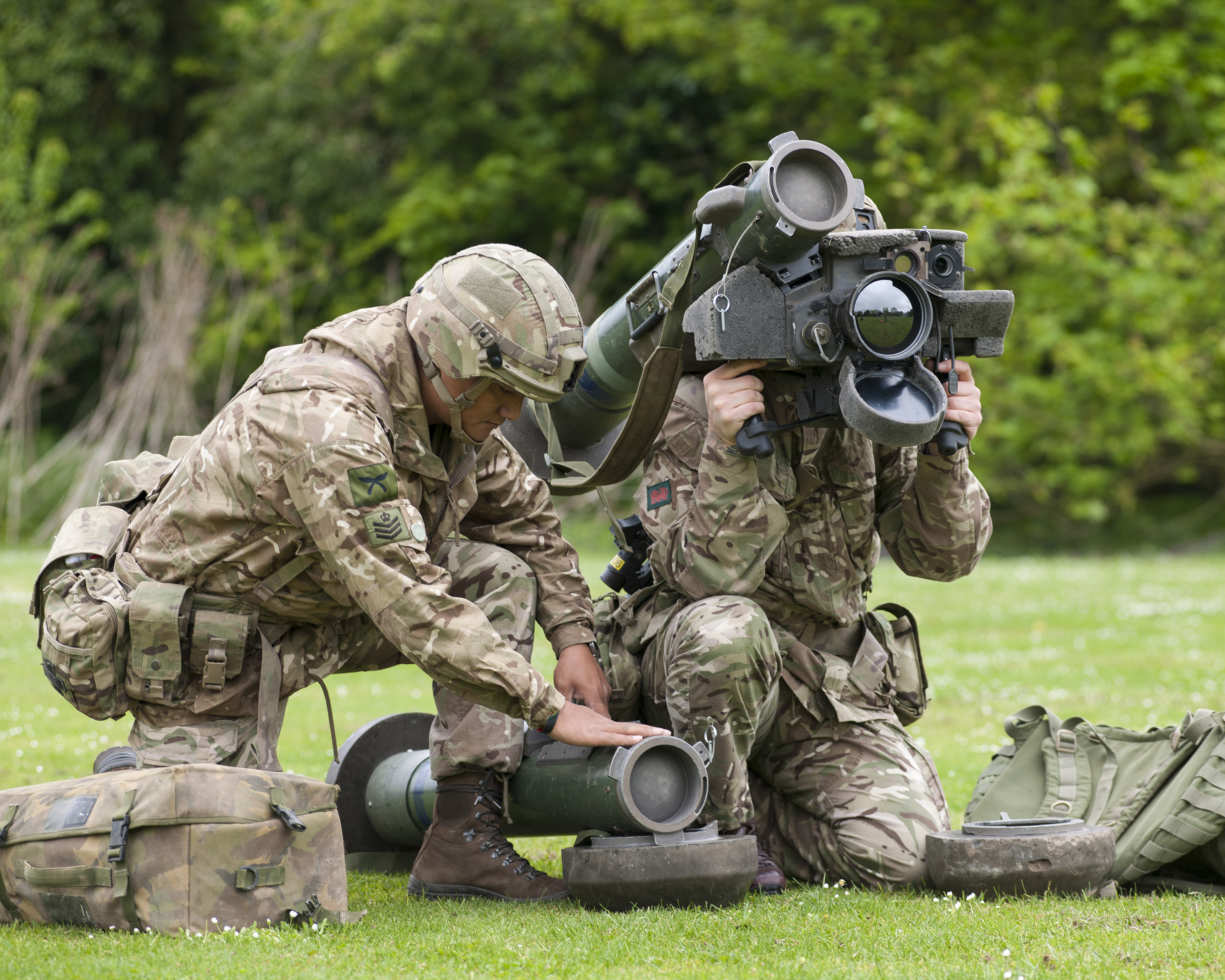
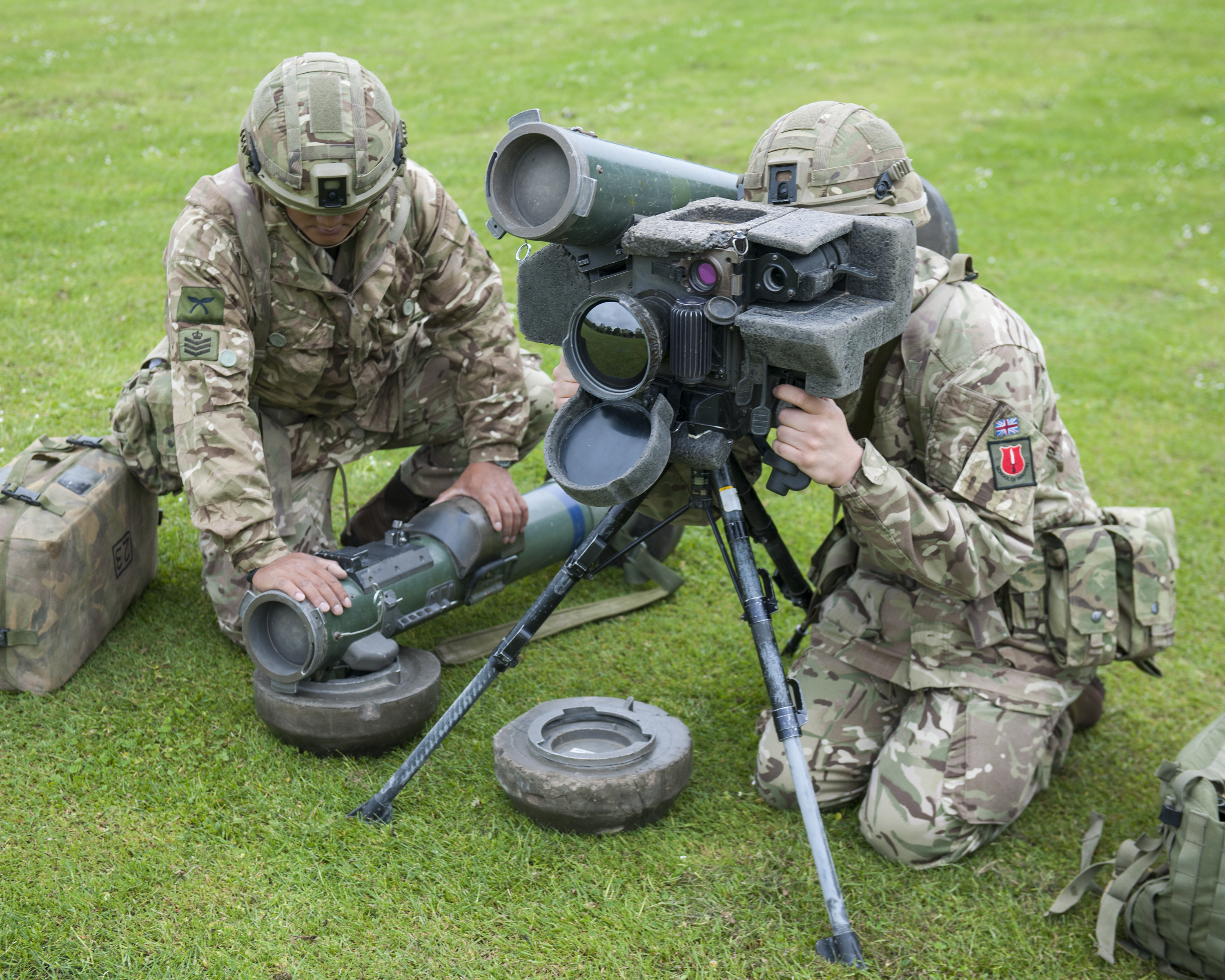
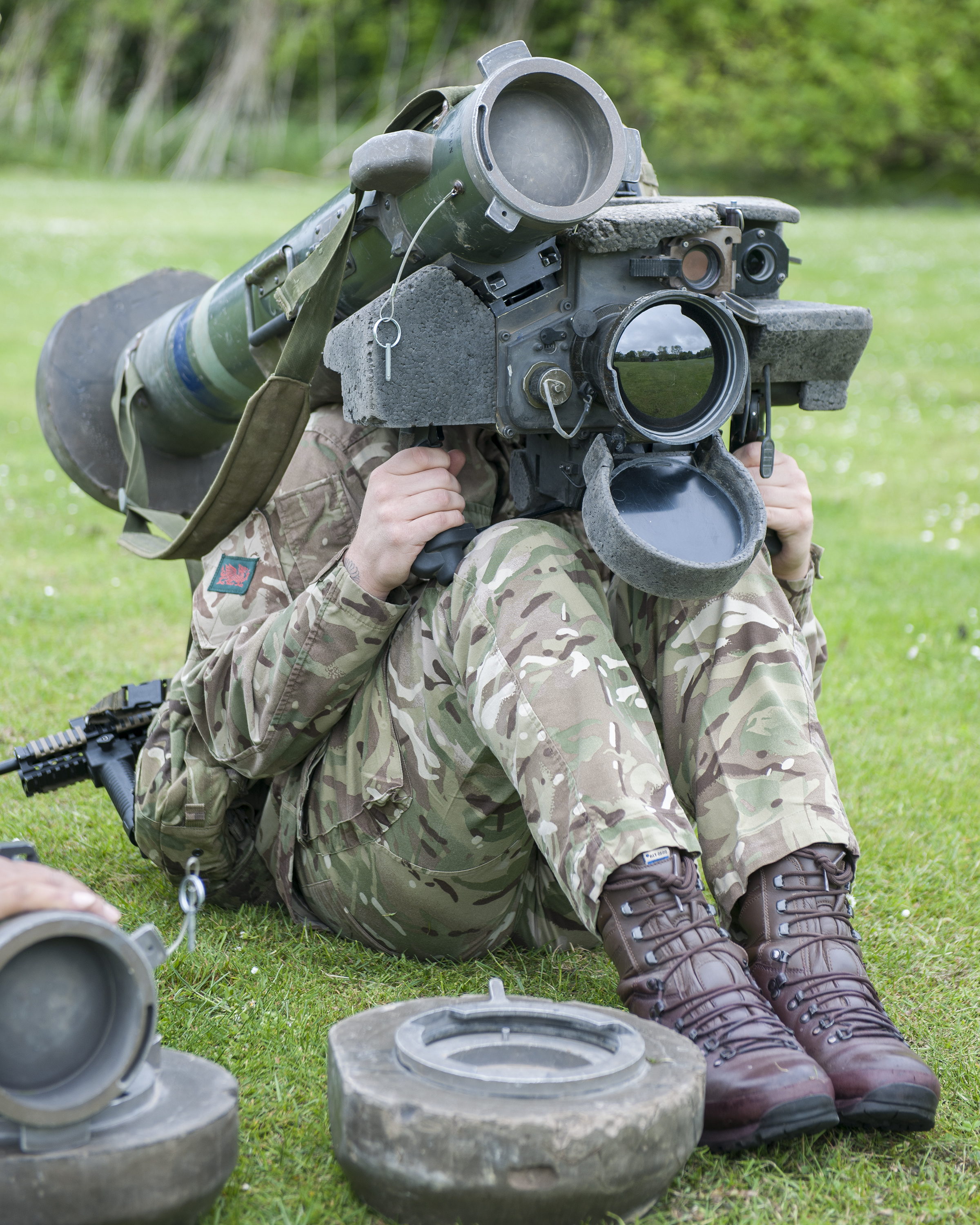
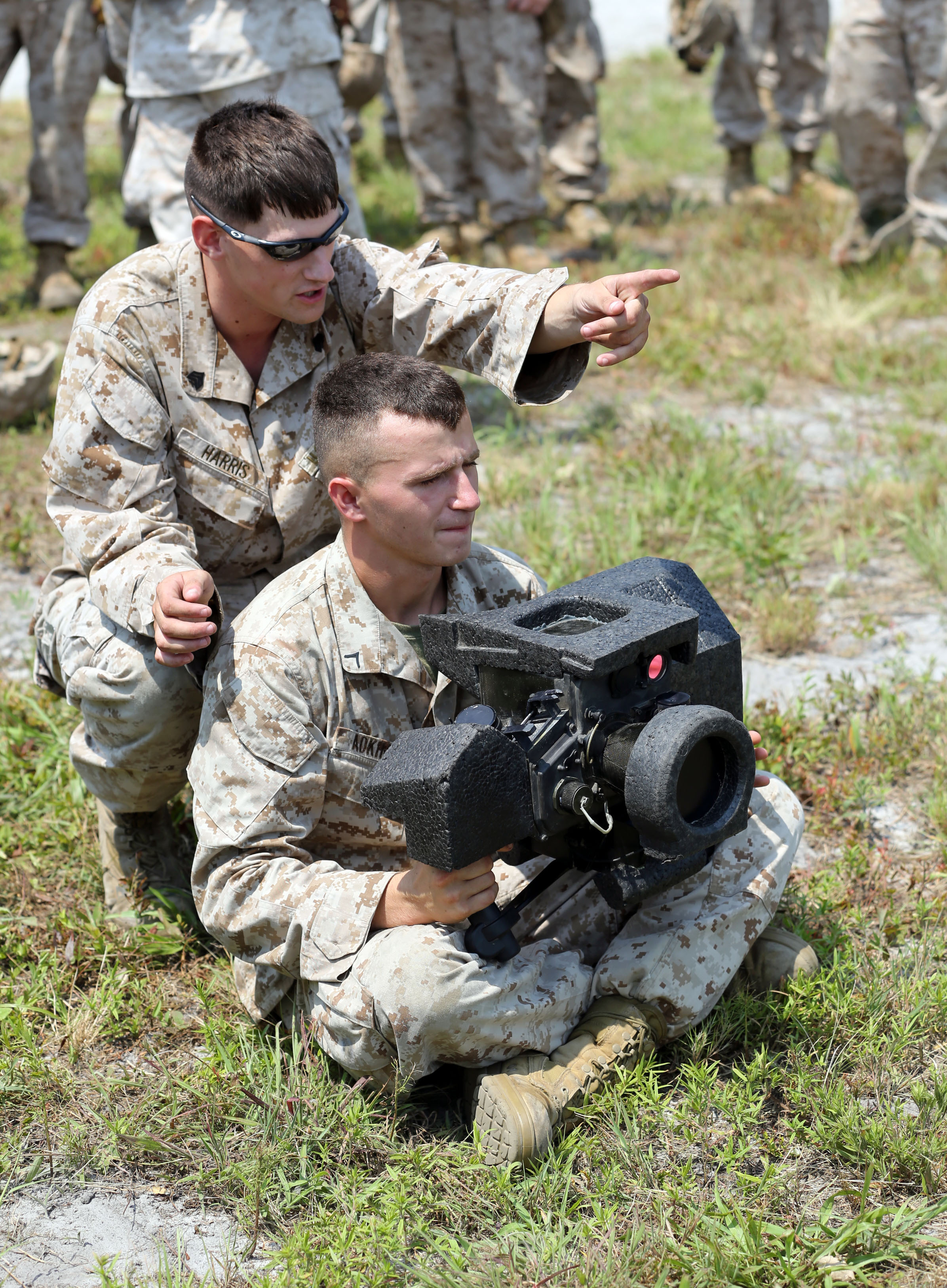
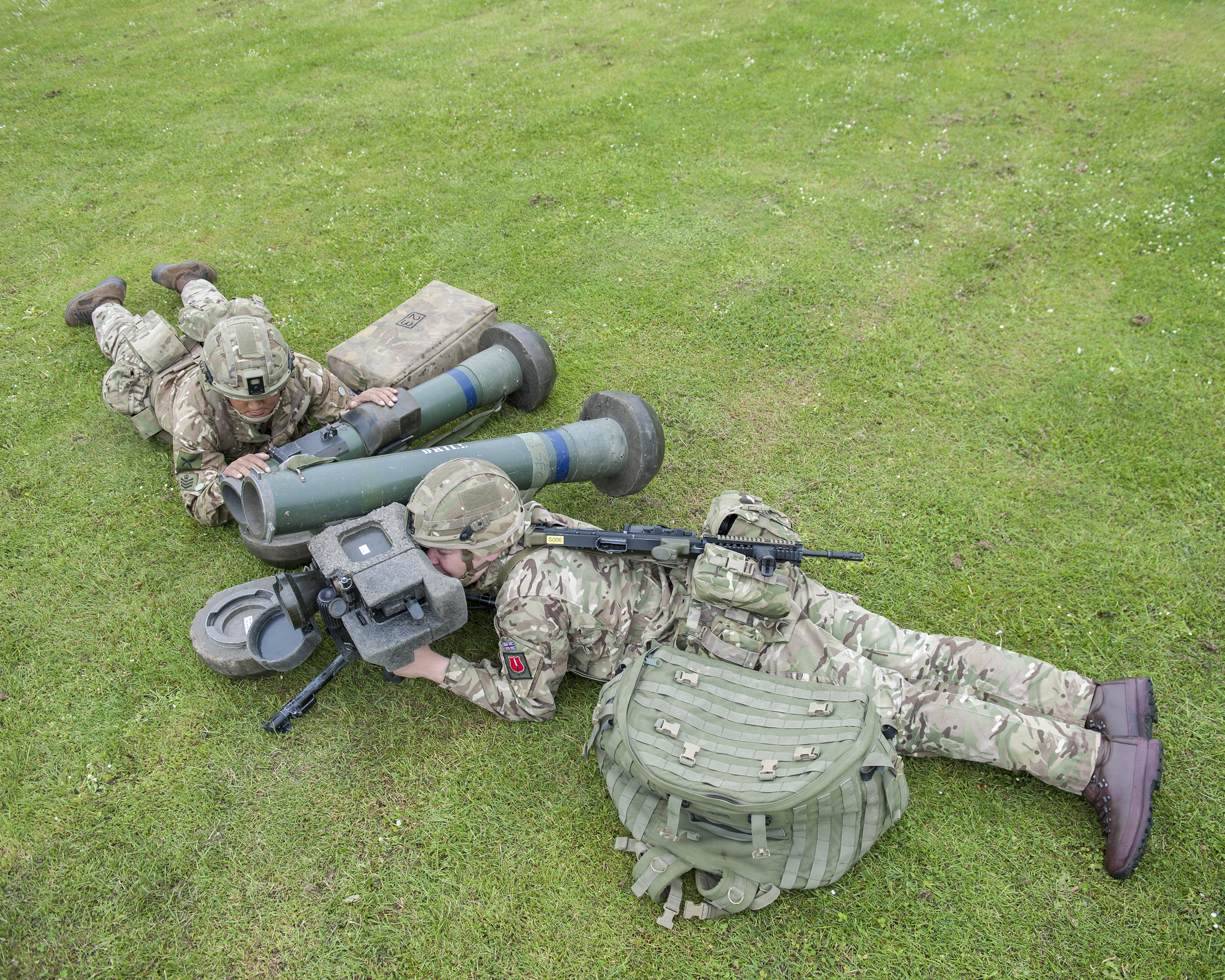

## Модификации
- FGM-148A первоначальная малосерийная модель представленная в 1996 году.
- FGM-148D экспортный вариант предназначенный для использования операторами за пределами США
- FGM-148E результат модернизации ракеты Spiral 1, которая началась в 2013-14 годах, включала в себя усовершенствованную электронику в блоке управления ракетой с целью снижения веса и стоимости.
- Javelin F-Model (FGM-148F) имеет новую боевую часть, которая позволяет поражать существующие и перспективные виды брони, включая уничтожение оборудованной динамической защитой техники. Корпус боеголовки состоит из фрагментированных элементов и способен разделяться на стальные осколки, которые поражают слабозащищённые цели и лёгкие бронемашины[23].
- FGM-148G отличается усовершенствованным видоискателем, не требующим охлаждения что сократило время развертывания ПТРК. Модель также оснащена новой пусковой установкой и блоком батарей[24].

Экспериментальные версии ПТУР повышенной дальности
Одно из основных критических замечаний в адрес комплекса связано с его сравнительно небольшой дальностью по сравнению с ПТУР TOW — всего 3000 м против 4500 м. Этот недостаток привёл к началу экспериментов с созданием версии ракеты повышенной дальности для пуска в том числе со стационарных установок, как у TOW (замена CLU на CWS). Испытания, проведённые в 2015 году, дали противоречивые результаты. Удалось успешно испытать версию ракеты повышенной дальности для подвижной пусковой установки CLU на дальность около 4000 метров, однако два других испытания для контейнерной CWS-версии новой версии ракеты показали максимальную дальность только 700 и 1100 метров. На 2016 год закупок версии ракеты повышенной дальности не ведётся и официальная спецификация продолжает указывать дальность 2,5 километра для серийной версии ракеты.

## Производство
В начале 2020 г. Китай начал экспорт клона комплекса «Javelin», который получил название HJ-12 «Red Arrow».
Задействованные структуры
Исходный набор подрядчиков, задействованных в производственном процессе после принятия комплекса на вооружение, включал в себя следующие коммерческие структуры:
- Комплекс в целом — Texas Instruments/Martin Marietta Joint Venture, Дентон → Льюисвилл, Техас;
- Системный анализ — Sparta, Inc., Сан-Диего, Калифорния;
- Ракета/Системная интеграция — Martin Marietta Corp., Трой, Алабама;
- Командно-пусковой блок — Martin Marietta Corp., Martin-Orlando Division, Орландо, Флорида;
- Тренажёр оператора — ECC International Corp., Орландо, Флорида;
- Пусковая труба — ABB Composites, Inc. → Classic Composites Design, Inc., Ирвайн, Калифорния;
- Прицельные приспособления — General Motors Corp., AC Spark Plug Division, Хантсвилл, Алабама;
- Ночной прицел — GEC-Marconi Electronic Systems Corp. → GEC-Marconi Hazeltine Corp., Уэйн, Нью-Джерси;
- Микроэлектронные элементы — Martin Marietta Corp., Ocala Operations, Окала, Флорида;
- Фокально-плоскостной приёмник излучения — Hughes Aircraft Co., Santa Barbara Research Center, Голета, Калифорния;
- Источник питания — Eagle-Picher Co., Джоплин, Миссури;
- Ракетный двигатель — Atlantic Research Corp., Гейнсвилл, Виргиния → Камден, Арканзас;
- Ракетное топливо — Hercules, Inc., Рокет-Сити, Западная Виргиния;
- Система управления вектором тяги — Parker-Hannifin Corp., Abex/NWL Aerospace Division, Даблин, Джорджия;
- Регуляторы давления — F.R. Group plc, Carleton Technologies, Inc., Орчард-Парк, Нью-Йорк;
- Рулевая машинка — National Waterlift Co., Каламазу, Мичиган;
- Гироскоп — Condor Pacific Industries, Inc., Уэстлейк-Виллидж, Калифорния;
- Разъёмы — Conax Florida Corp., Тампа, Флорида; Viking Electronics, Inc., Чатсуорт, Калифорния;
- Аналого-цифровой преобразователь — Loral Electronics Corp., Лексингтон, Массачусетс;
- Боевая часть — Orlando Technology, Inc., Шалимар, Флорида;
- Предохранительно-исполнительный механизм — Magnavox Corp., Форт-Уэйн, Индиана;
- Кумулятивный заряд — Rockcor, Inc., Physics International Co., Окленд, Калифорния; HiTech, Inc., Камден, Арканзас;
- Взрывчатое вещество — Mason & Hanger-Silas Mason Co., Inc., Мидлтаун, Айова.

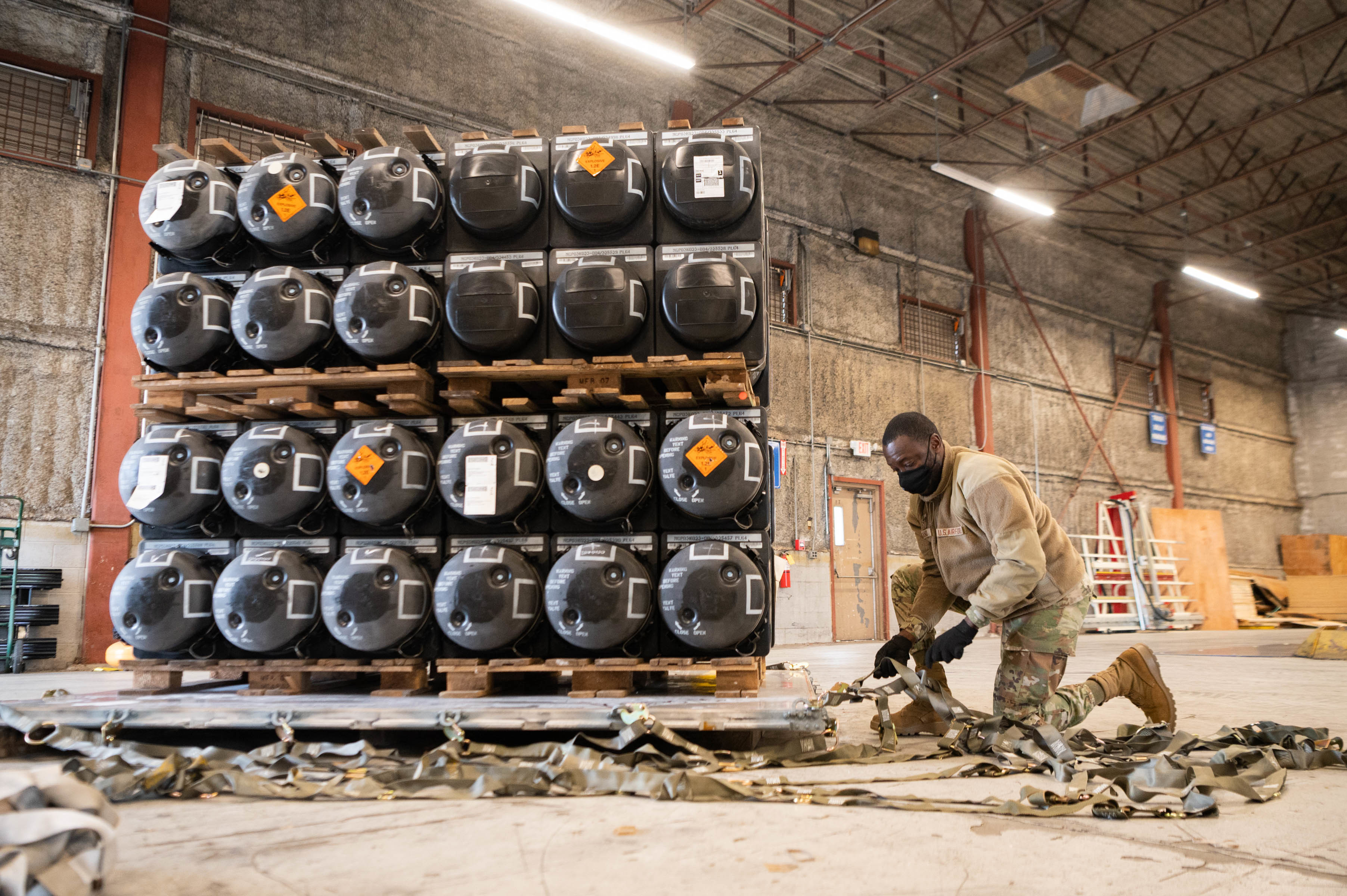
Лётчик 436-й эскадрильи ВВС США подготавливает FGM-148 Javelin для доставки на Украину, база ВВС Дувр, 21 января 2022 года

В связи с наращиванием поставок ПТРК после начала вторжения России на Украину в марте 2022 года эксперты указывали, что вероятно ПТРК Javelin не смогут постоянно поставляться на Украину в больших количествах, так как иначе произойдёт истощение их запасов в США и других странах до минимума необходимого для обеспечения собственных нужд, а возместить их будет нечем. Эти предположения в конце апреля подтвердил Пентагон заявив, что для пополнения запасов данных ПТРК потребуется теперь около 5 лет и исчерпана уже треть всех запасов. Отмечается, что восполнение запасов облегчается тем, что производственные линии для данных ПТРК ещё действуют В связи с этим Lockheed Martin увеличил темпы производства Javelin почти вдвое. Но при этом производитель испытывал трудности из-за отсутствия чипов, вплоть до полной невозможности производства. Это подтвердил руководитель Lockheed Martin

## Оценки эффективности
FGM-148 считается одним из лучших ПТРК, способным уничтожить любой танк в мире. ПТРК способен «видеть» сквозь защитные завесы, отличать инфракрасные ловушки от своей цели, поражать танки с динамической защитой, для этого в боевой части тандемного типа, существует лидирующий заряд, который преодолевает систему динамической защиты. По данным National Interest ПТУР обеспечивает по траектории заход в крышу танка с обходом систем защиты класса Дрозд-2 или системы Афганит.

### Преимущества комплекса

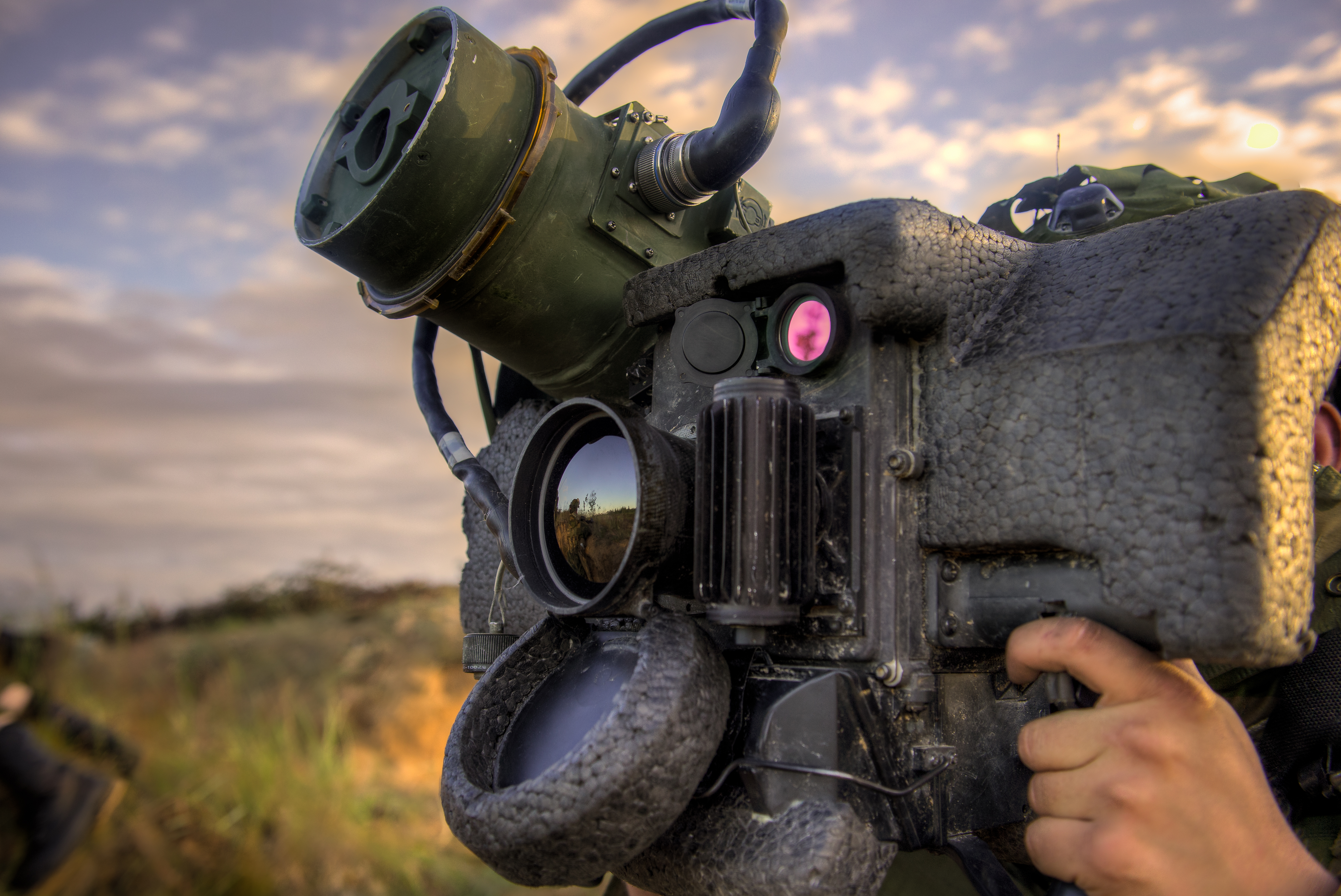
Детальное изображение пускового и прицельного устройства CLU с ночным и дневным каналами, пристыкованного к пусковой трубе. Корпус CLU из лёгкого сплава с обрамлением из ударостойкого пенопласта.

- ПТРК создан по принципу «выстрелил-забыл»[39][43]
- Стрельбу можно вести пригнувшись и сидя[39]
- Система наведения ракеты по теплоконтрастной цели исключает необходимость в активной подсветке, что усложняет обнаружение расчёта, пуска или ракеты в полёте[44]
- Комплексу не страшны дым, туман и средства радиоэлектронной борьбы[44]
- Автономное наведение позволяет покинуть позицию или приступить к подготовке следующего выстрела сразу после пуска. Поражение расчёта во время полёта ракеты не влияет на вероятность её попадания в цель[44]
- Поражение может производиться в наименее защищённую часть танка — крышу башни[44]
- Комплекс лёгкий и компактный[44]
- Огонь можно вести из помещения, не опасаясь поражения реактивной струёй, отражённой от стены[44]
- Комплекс можно использовать для поражения низко и медленно летящих ударных вертолётов[44]

### Недостатки комплекса
- Небольшая дальность стрельбы[39]
- Относительно высокая стоимость[39]
- Цель должна располагаться в зоне прямой видимости оператора[44]

## Сравнение с аналогичными комплексами
|                                                                                              | «Корнет-Э(ЭМ)»                          | «FGM-148 Javelin»                             | «Milan ER»                | «ERYX»                 | «Spike-MR/LR(ER)»                                                         | «Type 01 LMAT»                                | «Стугна-П» («Скиф»)                                                                                                 |
| -------------------------------------------------------------------------------------------- | --------------------------------------- | --------------------------------------------- | ------------------------- | ---------------------- | ------------------------------------------------------------------------- | --------------------------------------------- | --- |
| Внешний вид                                                                                  |                                         |                                               |                           |                        |                                                                           |                                               | |
| Год принятия на вооружение                                                                   | 1998                                    | 1996                                          | 2011                      | 1994                   | 1997                                                                      | 2001                                          | 2011 |
| Калибр, мм                                                                                   | 152                                     | 127                                           | 125                       | 137                    | 110 (170)                                                                 | 120                                           | 130 (152) |
| Минимальная дальность стрельбы, м:                                                           | 100(150)                                | 75                                            | 25                        | 50                     | 200(400)                                                                  | н/д                                           | 100 |
| Максимальная дальность стрельбы, м: * днём * ночью, с использованием тепловизионного прицела | 5500(10000) 3500                        | 3000(4750) 3000(4750)                         | 3000 н/д                  | 600 н/д                | 2500/4000(8000) 3000+ (н/д)                                               | 2000 н/д                                      | 5000 (5500) 3000 |
| Боевая часть                                                                                 | тандемная кумулятивная, термобарическая | тандемная кумулятивная                        | тандемная кумулятивная    | тандемная кумулятивная | тандемная кумулятивная                                                    | тандемная кумулятивная                        | тандемная кумулятивная, осколочно-фугасная                                                                          |
| Бронепробиваемость гомогенной брони за ДЗ, мм                                                | 1000—1200 (1100—1300)                   | 600 (800 по др. данным)                       | н/д                       | 900                    | 700(1000)                                                                 | н/д                                           | 800+/60 (1100+)/120                                                                                                 |
| Система управления                                                                           | полуавтомат., по лазерному лучу         | самонаведение при помощи инфракрасной головки | полуавтомат., по проводам | полуавт., по проводам  | самонаведение при помощи инфракрасной головки; волоконно-оптическая линия | самонаведение при помощи инфракрасной головки | по лазерному лучу, с сопровождением цели в автоматическом режиме; с пульта дистанционного управления, по телеканалу |
| Максимальная скорость полёта ракеты, м/с                                                     | н/д (300)                               | 190                                           | 200                       | 245                    | 180                                                                       | н/д                                           | 200 (220) |
| Длина пусковой трубы, мм                                                                     | 1210                                    | 1209                                          | ~1200                     | 920                    | 1200 (1670)                                                               | 970                                           | 1360 (1435) |
| Масса ПТУР в пусковой трубе                                                                  | 29(31)                                  | 15,5                                          | 13,0                      | 13,0                   | 13,5(34)                                                                  | н/д                                           | 29,5 (38) |
| Масса комплекса боевая, кг                                                                   | 55(57)                                  | 22,3                                          | 34,0                      | 26,0                   | 26,1(30,55)                                                               | 17,5                                          | 76,5 |
| 1. 2. 3. 4. 5. 6. 7. 8. 9.                                                                   |                                         |                                               |                           |                        |                                                                           |                                               | |

## ТТХ
Javelin Block 1
- Боевая масса: 22,3 кг

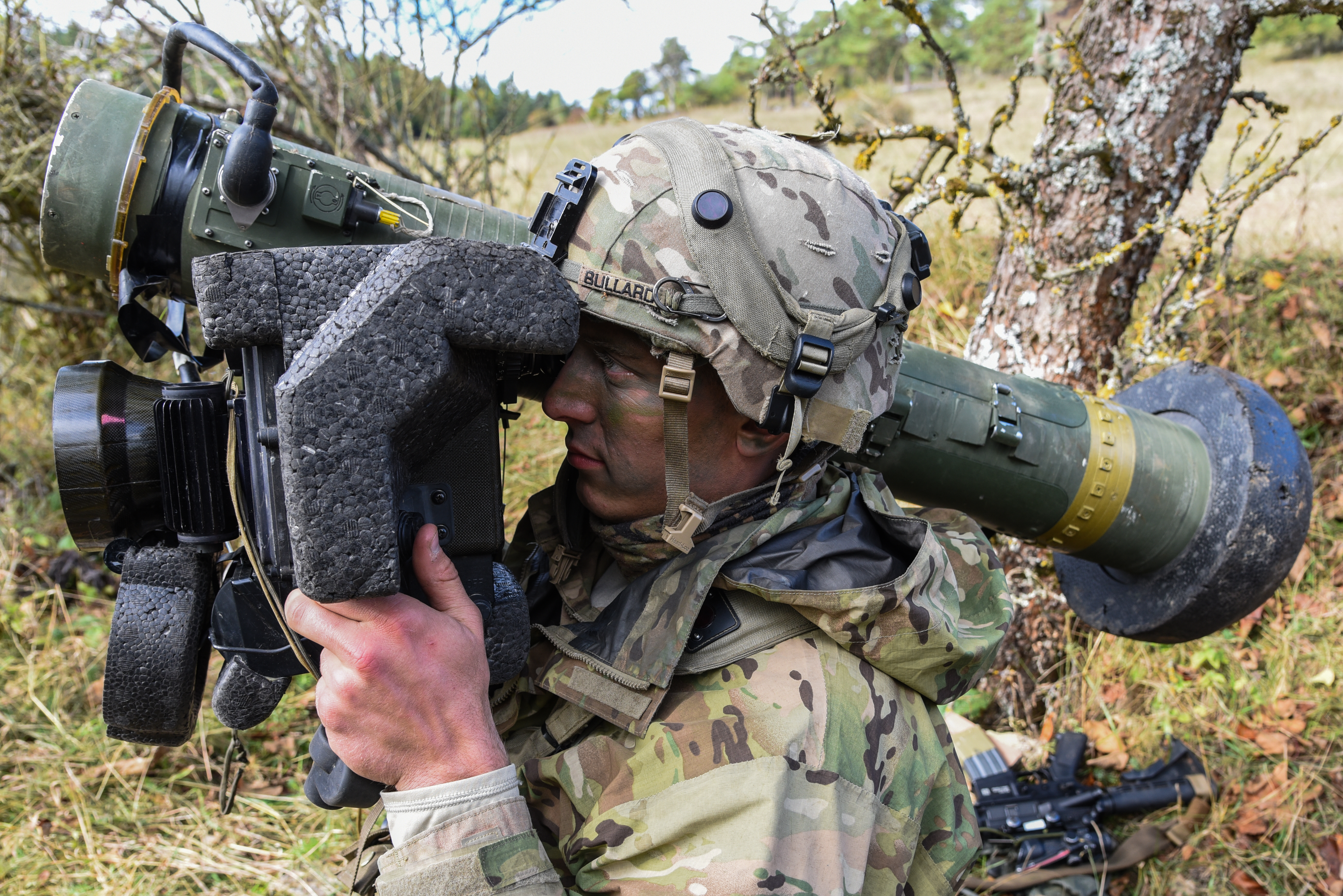
Хват и удержание комплекса стрелком в процессе прицеливания и стрельбы.

- Максимальная эффективная дальность: 3000 м
- Минимальная эффективная дальность: 150 м при использовании режима атаки сверху; 65 м при использовании режима атаки по прямой
- Расчёт: 1-3 чел.
- Время приведения в боевую готовность: менее 30 с
- Время перезарядки: менее 20 с

Командно-пусковой блок M98A2
- Масса с батареей: 6,8 кг
- Габариты:
  - Длина: 49 см
  - Ширина: 41,91 см
  - Высота: 33,02 см
- Кратность увеличения дневного прицела: 4
- Угол обзора дневного прицела: 6,4x4,8°
- Кратность увеличения ночного прицела в режиме широкого сектора обзора (WFOV): 4
- Угол обзора ночного прицела в режиме широкого сектора обзора (WFOV): 6,11x4,58°
- Кратность увеличения ночного прицела в режиме узкого сектора обзора (NFOV): 12
- Угол обзора ночного прицела в режиме узкого сектора обзора (NFOV): 2x1,5°
- Длина волны принимаемого ночным прицелом излучения: 8-10 мкм[62]
- Масса батареи: 1,01 кг
- Время работы батареи, в зависимости от производителя[63]:
  - Cambe Inc.: 0,5 ч при температуре более 49 °C; 4 ч при температуре менее 49 °C
  - Saft America Inc.: 0,5 ч при температуре более 49 °C; 3 ч при температуре от 10 °C до 49 °C; 1 ч при температуре от 10 °C до −29 °C
- Время выхода ночного прицела на рабочий режим: 2,5-3,5 мин.

Выстрел FGM-148 Block 1
- Масса с батареей: 15,5 кг
- Длина: 120,9 см
- Диаметр: 14 см пусковая труба; 29,85 см в районе заглушек
- Калибр ракеты: 127 мм
- Масса ракеты: 10,128 кг
- Длина ракеты: 108,27 см
- Тип боевой части: тандемная кумулятивная
- Масса боевой части: 8,4 кг[64]
- Масса взрывчатого вещества в боевой части (Block 0): 2,67 кг[65]
- Бронепробиваемость: более 600 мм[66]; по другим данным до 800 мм за динамической защитой[67]
- Время полёта ракеты в режиме атаки сверху:
  - при стрельбе на 1000 м: 4,6 с
  - при стрельбе на 2000 м: 14,5 с
  - при стрельбе на 2500 м: 19 с
- Максимальная скорость полёта ракеты: 100 м/с при снижении на цель при стрельбе на 2000 м в режиме атаки сверху[68]
- Кратность увеличения ГСН: 9
- Угол обзора ГСН: 1x1°
- Длина волны принимаемого ГСН излучения: 8-10 мкм по данным ВМФ США[62][12]
- Масса батареи: 1,32 кг
- Время охлаждения ГСН: 10 с
- Время работы батареи: не менее 4 мин
- Срок хранения: 10 лет

## История закупок
Источники:
До конца 2015 финансового года армией США закуплено 28261 ракет и 7771 командно-пусковых блоков Javelin.
| Год       | 1991 | 1992  | 1993  |
| --------- | ---- | ----- | ----- |
| Армия США | 75,9 | 119,8 | 109,7 |

В таблицах ниже приведена неполная информация о закупках ракет и КПБ Javelin в определённые финансовые года США. В скобках указана средняя стоимость за единицу в тыс. долларах США. Год фактического получения изделия заказчиком не всегда совпадает с годом закупки.
| Год       | До 1997 | 1997     | 1998     | 1999      | 2000 | 2001     | 2002      | 2003      | 2004     | 2005      | 2006      | 2007      | 2008       | 2009       | 2010       | 2011      | 2012      | 2013      | 2014      | 2015      |
| --------- | ------- | -------- | -------- | --------- | ---- | -------- | --------- | --------- | -------- | --------- | --------- | --------- | ---------- | ---------- | ---------- | --------- | --------- | --------- | --------- | --------- |
| Армия США | 2585    | 1020     | 894 (79) | 3569 (79) | 2392 | 2776     | 4139 (69) | 1478 (69) | 991 (76) | 1038 (77) | 199 (126) | 250 (133) | 1320 (111) | 1320 (126) | 1334 (123) | 715 (141) | 710 (115) | 307 (186) | 427 (160) | 331 (174) |
| КМП США   |         | 141 (79) | 380 (79) | 741 (79)  |      | 229 (69) |           |           |          |           |           |           |            | 254 (120)  |            |           | 15 (145)  | 172 (152) | 399 (152) | 88 (193)  |
| Экспорт   |         |          |          |           |      |          | 1278      | 3861      |          | 112       |           | 160       | 828        |            |            | 516       | 599       | 393       | 75        | 449       |

| Год       | До 1997 | 1997     | 1998      | 1999      | 2000 | 2001 | 2002      | 2003      | 2004      | 2005       | 2006      | 2007      | 2008      | 2009      |
| --------- | ------- | -------- | --------- | --------- | ---- | ---- | --------- | --------- | --------- | ---------- | --------- | --------- | --------- | --------- |
| Армия США | 260     | 206      | 395 (127) | 298 (127) | 610  | 808  | 840 (104) | 707 (104) | 120 (118) | 1021 (119) | 102 (133) | 859 (123) | 604 (144) | 920 (142) |
| КМП США   |         | 48 (127) | 140 (127) | 153 (127) |      |      |           |           |           |            |           |           |           |           |
| Экспорт   |         |          |           |           |      |      | 602       | 378       |           | 150        |           |           | 112       |           |

## Боевое применение

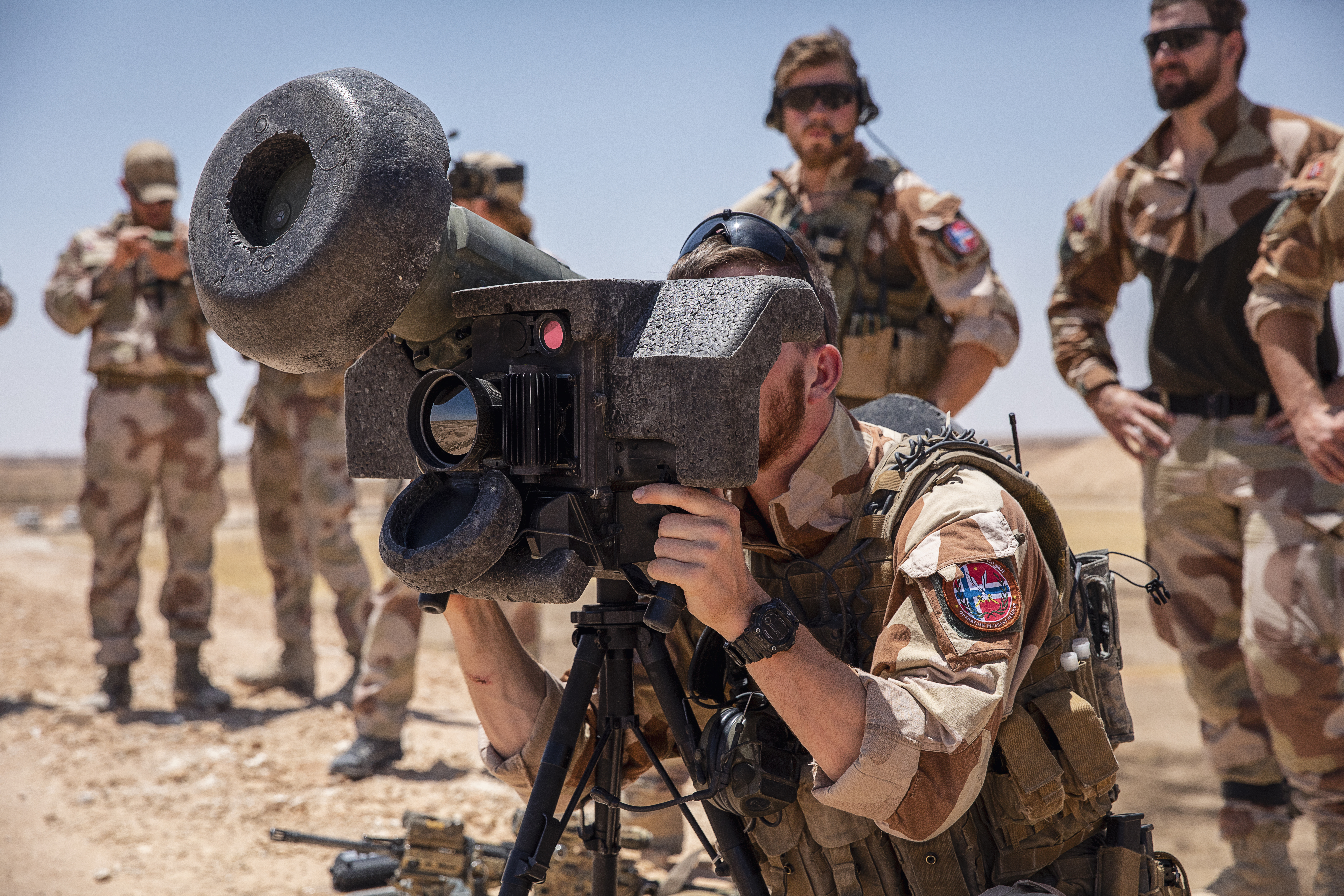
Норвежские солдаты батальона «Телемарк» ведут огонь из FGM-148 Javelin на авиабазе Аль-Асад, Ирак, 17 июня 2020 год

- Вторжение в Ирак (2003): применялись Армией США, КМП США и ВС Австралии. С помощью Javelin подбито не менее 8 танков.
- Война в Афганистане (2001—2021): использовались большинством стран-участниц ISAF как противобункерное средство, для борьбы с укреплениями в пещерах и для поражения безоткатных орудий. Помимо этого, ПУ FGM-148 применялись как тепловизор для разведки местности.
- Гражданская война в Ираке: некоторое количество ПУ Javelin и ракет к ним передавалось из запасов промышленности за счёт правительства США спецподразделениям Пешмерги.
- Операция «Непоколебимая решимость»: применяются иностранными контингентами на территории Ирака.
- Гражданская война в Сирии: части ВС США, задействованные в совместных с сирийской вооружённой оппозицией операциях, использовали Javelin для борьбы с лёгкой техникой (прежде всего автомобилями) и для уничтожения автомобилей-бомб.
- Вторая гражданская война в Ливии: некоторое количество ПУ и ракет к ним передано силам Палаты представителей в середине 2010-х из ОАЭ и Франции. 4 ракеты FGM-148E Spiral-1 французского происхождения было захвачено Силами временного правительства Ливии в июне 2019 года в ходе боя за город Гарьян.
- Военная операция США и их союзников в Сирии: применяются иностранными контингентами на территории Сирии.
- Вторжение в Йемен: использовались контингентом Саудовской Аравии как средство для борьбы с автомобилями.
- Российско-украинская война: впервые начали передаваться Украине США в 2018 году, первое боевое применение также зафиксировано против позиции ККП Народной милиции ЛНР в рамках ООС на Донбассе. По состоянию на декабрь 2021 года ВСУ имели 377 ПУ и не менее 1200 ракет, из них 77 ПУ и 540 ракет непосредственно из запасов Армии США[90] преимущественно модификации FGM-148C.  Поставки интенсифицировались в 2021-2022 годах и осуществлялись в этот период также Францией, Великобританией, Эстонией и Литвой. 
  - Широко используется в ходе вторжения России на Украину[91][92], эксперты отмечают высокую эффективность[93][94] использования комплекса и тактику его применения[95][96], число уничтоженных российских танков в этом конфликте оценивается в несколько сотен[97][98]. По данным отчёта RUSI минимум один вертолёт Ми-24 был сбит с помощью Javelin прямой наводкой при следовании вертолётов к аэропорту Антонов в первый день вторжения[99]. По данным спецслужб США, на 2 марта 2022 года с помощью Javelin уничтожено 280 российских бронемашин из 300 выпущенных ракет[96][100]. В начале марта 2022 отмечен первый случай захвата российскими войсками одного исправного комплекса вместе с ракетой [96].

## Операторы

Эксплуатанты FGM-148

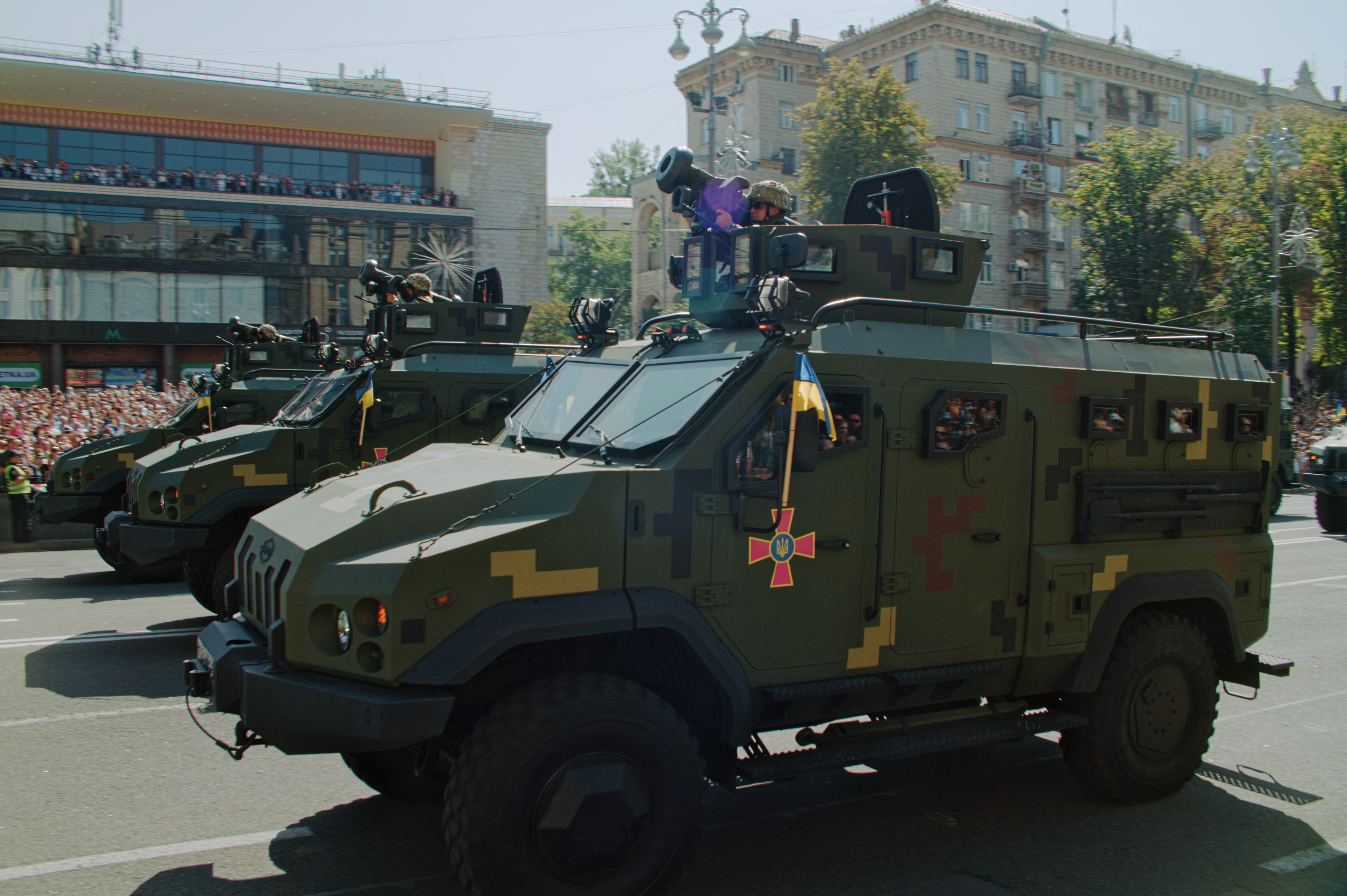
Украинский FGM-148 Javelin на СБА «Варта»

- Австралия: 92 ПУ[101]. В 2024 году заключено соглашение о поставке 350 ракет FGM-148F. В ВС Австралии обозначается Javelin Ranged Weapon System.
- Бахрейн: 13 ПУ[102]
- Великобритания: 850 переносных ПУ и некоторое количество на боевых модулях для MIV Boxer.
- Грузия: суммарно заказано у США 118 ПУ и 492 ракеты к ним
- Индонезия: 25 ПУ и 189 ракет заказано в 2021 году.
- Иордания: 192 ПУ и 1924 ракеты по состоянию на начало 2017 года. Летом 2017 заказано ещё неизвестное количество ракет.
- Ирландия: батальонный комплект ПУ, запас ракет к ним, а также 100 ракет на хранении по состоянию на 2022 год[103]. В ВС Ирландии имеют обозначение FGM-148 Javelin Missile System.
- Катар: 50 ПУ и 500 ракет заказаны в 2014 году[104]
- Литва: 144 ПУ, часть установлены на HMMWV[105][106], и 871 ракета к ним. В 2023 году заказано ещё 30 ПУ и 350 ракет.
- Новая Зеландия: 24 ПУ[107][108] и 290 ракет. В ВС Новой Зеландии имеет обозначение  Javelin Medium Range Anti-Armour Weapon (MRAAW).[109]
- Норвегия: всего куплено 100 ПУ и 646 ракет. Рассматривается вариант замены на более новый ПТРК.
- ОАЭ: некоторое количество[110]. С 2018 года рассматривается вариант замены на менее дорогой AT-1K Raybolt.
- Оман: 30 ПУ и 400 ракет куплено в 2012 году[111][112]
- Польша: 110 ПУ и 680 ракет к ним по состоянию на 2023 год.
- Саудовская Аравия: 20 ПУ и 150 ракет куплено в 2017 году.
- США: 7100 ПУ и 3160 тренажёров на 2015 год[113] Официально имеет обозначение FGM-148 Javelin — Close Combat Missile System, Medium в Армии и Javelin Medium Antiarmor Weapons System в КМП.
- Китайская Республика: 162 ПУ и 760 ракет куплено с 2002 по 2019 годы.
- Франция: 76 ПУ и 260 ракет куплено для нужд группировки войск в Афганистане в 2009 году. В сухопутных войсках Франции получили обозначение Le missile antichar FGM 148 Javelin. 4 ракеты FGM-148E французского происхождения захвачено Силами временного правительства Ливии в июне 2019 года. В 2022-2023 годах некоторое количество ракет передано Украине. По мере отстрела замещаются MMP Akeron.
- Чехия: 6 ПУ и небольшое количество ракет на вооружении группы специального назначения.
- Эстония: 80 ПУ и 350 ракет куплено в 2015 году[114]. В 2022-2024 годах Украине передано более 100 ракет.
- Украина: более 8 тысяч ракет передано по состоянию на 1 февраля 2023 года. Поставки начались в 2018 году[115][116][117][118][119]. В ВСУ обозначается как Переносний протитанковий комплекс FGM-148 JAVELIN.[120].

### Будущие операторы
- Болгария: В сентябре 2024 года Госдеп США одобрил продажу 107 ПУ (включая несколько учебных) и 218 ракет FGM-148F.
- Бразилия: запрошено к покупке 33 ПУ и 222 ракеты.
- Марокко: 200 ПУ и 612 ракет FGM-148F заказаны 19 марта 2024.
- Косово: 24 ПУ и 246 ракет заказаны в декабре 2023 года.
- Румыния: 26 ПУ и 263 ракеты запрошены к продаже в декабре 2023 года.
- Хорватия: в 2023 году заказано неизвестное количество ПТРК Javelin общей стоимостью 25 млн евро.